# Ordonnances sous la présidence d'Emmanuel Macron
Les ordonnances sous la présidence d'Emmanuel Macron sont l'ensemble des ordonnances signées par le Président de la République Emmanuel Macron durant sa présidence. Les ordonnances, qui sont des mesures prises par le gouvernement dans des domaines qui relèvent normalement du domaine de la loi, sont permises par une procédure législative spécifique prévue par l'article 38.

## Liste

### 2017
| Numérotation | Titre | Sujet | Ministère                                    | Date de signature |
| ------------ | --- | --- | -------------------------------------------- | ----------------- |
| 1            | Ordonnance relative aux marchés d'instruments financiers et à la séparation du régime juridique des sociétés de gestion de portefeuille de celui des entreprises d'investissement                                                    | Coopération entre autorités financières et l'Autorité européenne des marchés financiers. Séparation du régime des sociétés de gestion de portefeuille et des entreprises d'investissement. Transposition en droit interne de la directive 2014/65/UE (MiFDI II). | Ministère de l'Économie et des Finances      | 22 juin 2017      |
| 2            | Ordonnance relative aux règles de conservation, de sélection et d'étude du patrimoine archéologique mobilier | Simplification du cadre administratif de l'analyse scientifique (destruction des vestiges et exportation). Critères d'entrée et de déclassement du domaine public en fonction de l'intérêt scientifique des biens. | Ministère de la Culture                      | 29 juin 2017      |
| 3            | Ordonnance portant diverses dispositions communes à l'ensemble du patrimoine culturel | Précisions d'ordre administratif. Obligations destinées à améliorer le suivi des trésors nationaux en vue de leur bonne conservation. Dotation du ministère de la Culture de la possibilité d'agir directement en justice dans certains cas. | Ministère de la Culture                      | 5 juillet 2017    |
| 4            | Ordonnance portant simplification des obligations de dépôt des documents sociaux pour les sociétés établissant un document de référence                                                                                              | Simplification de la procédure de dépôt de documents au greffe du tribunal de commerce. | Ministère de l'Économie et des Finances      | 7 juillet 2017    |
| 5            | Ordonnance portant diverses mesures de simplification et de clarification des obligations d'information à la charge des sociétés | Simplification de la loi Sapin II. Adaptation aux petites entreprises. | Ministère de l'Économie et des Finances      | 12 juillet 2017   |
| 6            | Ordonnance portant extension et adaptation des compléments de l'allocation aux adultes handicapés à Mayotte | Adaptation de la loi du 26 janvier 2016 à Mayotte : complément de ressources, majoration pour la vie autonome. | Secrétaire d’État au handicap                | 19 juillet 2017   |
| 7            | Ordonnance relative à l'adaptation du code de la santé publique à Mayotte | Accompagnement de la départementalisation de l'île : adaptation du droit à Mayotte afin d'y faire appliquer le droit commun (lutte contre l'alcoolisme). Aménagement des délais de mise en conformité. | Ministère de la Santé                        | 19 juillet 2017   |
| 8            | Ordonnance portant extension et adaptation outre-mer de dispositions de la loi n° 2016-41 du 26 janvier 2016 de modernisation de notre système de santé                                                                              | Adaptation du code de la santé publique à Mayotte à Wallis-et-Futuna (action de prévention concernant les jeunes, droits des personnes malades, ...). | Ministère de la Santé                        | 19 juillet 2017   |
| 9            | Ordonnance relative à la publication d'informations non financières par certaines grandes entreprises et certains groupes d'entreprises                                                                                              | Suppression de l'obligation de rapport de performance extra-financière des PME/TPE. Clarification du format de la déclaration. Déclaration obligatoire pour sociétés de +500 salariés et plus de 100M€ de bilen ou CA. | Ministère de l'Économie et des Finances      | 19 juillet 2017   |
| 10           | Ordonnance portant transposition de la directive 2015/2366 du Parlement européen et du Conseil du 25 novembre 2015 concernant les services de paiement dans le marché intérieur                                                      | Transposition de la directive européenne. Renforcement des droits des usagers. Garantit leur droit à l'information. Réduit le montant à charge en cas de paiement réalisé à la suite d'un vol. Accroît la sécurité des opérations de paiement. | Ministère de l'Économie et des Finances      | 9 août 2017       |
| 11 à 15      | Ordonnance relative au renforcement de la négociation collective | Renforcement de la négotiation collective. Nouveaux droits et protections des salariés (droit au télétravail). Garanties pour délégués syndicaux. | Ministère du Travail                         | 22 septembre 2017 |
| 16           | Ordonnance relative au décalage d'un an de l'entrée en vigueur du prélèvement à la source de l'impôt sur le revenu | Décalage d'un an de l'implémentation de l'impôt à la source afin de procéder à une évaluation et un test préalables. | Ministère de l'Action et des Comptes publics | 22 septembre 2017 |
| 17           | Ordonnance relative à l'identification électronique et aux services de confiance pour les transactions électroniques | Facilitation du recours à l'identification électronique. | Premier ministre                             | 4 octobre 2017    |
| 18           | Ordonnance portant modernisation du cadre juridique de la gestion d'actifs et du financement par la dette | Adaptation du code monétaire et financier pour permettre aux organismes de placements collectifs d'octroyer des prêts à des entreprises, renforcer leur capacité à assurer (re)financement d'infrastructures/de projets. Renforce a lisibilité du régime juridique des fonds français. Mise en conformité avec le règlement du 29 avril 2015 (dit ELTIF). Création des fonds commun de placement d'entreprise français. | Ministère de l'Économie et des Finances      | 4 octobre 2017    |
| 19           | Ordonnance relative à la dématérialisation des relations contractuelles dans le secteur financier | Rénovation du cadre juridique sur les relations précontractuelles et contractuelles entre clients et secteur financier. Mise sur un pied d'égalité du papier et des supports digitaux. Protection du droit du consommateur (droit à l'opposition). | Ministère de l'Économie et des Finances      | 4 octobre 2017    |
| 20           | Ordonnance portant extension et adaptation de la partie législative du code du travail, et de diverses dispositions relatives au travail, à l'emploi et à la formation professionnelle à Mayotte                                     | Adaptation, uniformisation du droit du travail à Mayotte. | Ministère du Travail                         | 25 octobre 2017   |
| 21           | Ordonnance portant adaptation du droit français au règlement (UE) n° 2015/848 du Parlement européen et du Conseil du 20 mai 2015 relatif aux procédures d'insolvabilité                                                              | Adaptation du règlement 2015/848. Précise procédures applicables aux dossiers d'insolvabilités transfrontaliers européens.Facilite la mise en œuvre des du règlement. | Ministre de la Justice                       | 2 novembre 2017   |
| 22           | Ordonnance relative à la création d'un régime de résolution pour le secteur de l'assurance | Meilleure prévention des éventuelles défaillances d'organismes d’assurances. Accroissement des pouvoirs d'intervention de l'Autorité de contrôle prudentiel et de résolution en cas de difficulté. | Ministère de l'Économie et des Finances      | 27 novembre 2017  |
| 23           | Ordonnance relative à la prise en charge des dommages en cas de retrait d'agrément d'une entreprise d'assurance | Simplification du code des assurances. | Ministère de l'Économie et des Finances      | 27 novembre 2017  |
| 24           | Ordonnance relative à l'utilisation d'un dispositif d'enregistrement électronique partagé pour la représentation et la transmission de titres financiers                                                                             | Paris devient la première place financière à définir un régime juridique adapté pour le transfert de propriété de titres financiers par la blockchain. | Ministère de l'Économie et des Finances      | 8 décembre 2017   |
| 25           | Ordonnance portant transposition de la directive (UE) 2015/2302 du Parlement européen et du Conseil du 25 novembre 2015 relative aux voyages à forfait et aux prestations de voyage liées                                            | Transposition de la directive 2015/2302. Élévation du niveau de protection des voyageurs (précision du régime juridique des agents de voyage). | Ministère de l'Économie et des Finances      | 20 décembre 2017  |
| 26           | Ordonnance visant à compléter et mettre en cohérence les dispositions prises en application de la loi n° 2017-1340 du 15 septembre 2017 d'habilitation à prendre par ordonnances les mesures pour le renforcement du dialogue social | Harmonisation de l'état du droit, abrogation des dispositions devenues sans objet. Correction des erreurs matérielles ou incohérences du code du travail. | Ministère du Travail                         | 20 décembre 2017  |

### 2018
| Numérotation | Titre | Sujet | Ministère                                                   | Date de signature |
| ------------ | --- | --- | ----------------------------------------------------------- | ----------------- |
| 27           | Ordonnance relative à l'adaptation des conditions de création, transfert, regroupement et cession des officines de pharmacie | Simplification des conditions d'implantation des pharmacies. Précision des critères d'ouverture de pharmacies. | Ministère des Affaires sociales et de la Santé              | 3 janvier 2018    |
| 28           | Ordonnance relative à la simplification et à la modernisation des régimes d'autorisation des activités de soins et d'équipements matériels lourds | Simplification du régime des autorisations sanitaires (réduction des contraintes procédurales). Allongement de la durée des autorisations sanitaires de cinq à sept ans. Suppression du caractère systématique des visites de conformité lors de toute nouvelle autorisation à un établissement. | Ministère des Affaires sociales et de la Santé              | 3 janvier 2018    |
| 29           | Ordonnance relative aux conditions de création et de fonctionnement des centres de santé | Simplification et clarification du fonctionnement des centres de santé pour renforcer l'accès aux soins de premier secours. | Ministère des Affaires sociales et de la Santé              | 12 janvier 2018   |
| 30           | Ordonnance relative au service de santé des armées et à l'Institution nationale des invalides | Réorganisation des relations entre services de santé de l'armée et services de santé civils. Clarification des compétences du service de santé des armées en cas de menace nucléaire, radiologique, biologique ou chimique                                                                       | Ministère des Armées                                        | 17 janvier 2018   |
| 31           | Ordonnance de mise en cohérence des textes au regard des dispositions de la loi n° 2016-41 du 26 janvier 2016 de modernisation de notre système de santé | Modification du Code de la santé publique pour prendre en compte la nouvelle organisation du projet régional de santé. | Ministère des Affaires sociales et de la Santé              | 17 janvier 2018   |
| 32           | Ordonnance relative au contrôle de la mise en œuvre des dispositions du code de l'action sociale et des familles et de l'article L. 412-2 du code du tourisme et aux suites de ce contrôle | Adaptation des dispositions du Code du tourisme aux personnes handicapées. Injonction aux établissement à prendre les mesures nécessaires pour prévenir tout risque pour les personnes accueillies.                                                                                              | Ministère des Affaires sociales et de la Santé              | 17 janvier 2018   |
| 33           | Ordonnance portant diverses mesures institutionnelles relatives à la Ville de Paris | Précision des conditions de la fusion de la commune de Paris et du département de Paris. Simplification du droit. | Ministère de l'Intérieur                                    | 8 février 2018    |
| 34           | Ordonnance complétant et précisant les règles budgétaires, financières, fiscales et comptables applicables à la Ville de Paris | Mise en conformité des règles de gestion de la Ville de Paris avec le droit. | Ministère de l'Intérieur                                    | 8 février 2018    |
| 35           | Ordonnance relative à l'extension en Nouvelle-Calédonie, en Polynésie française et dans les îles Wallis et Futuna, de diverses dispositions en matière bancaire et financière | Homogénéisation du droit de territoires ultramarins avec le droit national dans les domaines de la réglementation bancaire et financière | Ministère de l'Économie et des Finances                     | 14 février 2018   |
| 36           | Ordonnance relative à la réduction du délai probatoire pour les titulaires d'un premier permis de conduire qui ont suivi une formation complémentaire | Modifications de la réglementation relative à l'obtention du permis de conduire. | Ministère de l'Intérieur                                    | 28 mars 2018      |
| 37           | Ordonnance relative à l'exercice par les avocats inscrits aux barreaux d’États non membres de l'Union européenne de l'activité de consultation juridique et de rédaction d'actes sous seing privé pour autrui | Permet aux avocats inscrits à des barreaux non-européens dont l’État est lié par un traité international le prévoyant à un État de l'UE d’exercer une activité de consultation juridique et de rédaction d’actes sous seing privé pour autrui en droit international et en droit étranger.       | Ministère de la Justice                                     | 27 avril 2018     |
| 38           | Ordonnance relative au brevet européen à effet unitaire et à la juridiction unifiée du brevet | Précision du droit relatif à la propriété intellectuelle. | Ministère de la Justice                                     | 9 mai 2018        |
| 39           | Ordonnance relative au traitement juridictionnel du contentieux de la sécurité sociale et de l'aide sociale | Réorganisation de la compétence des tribunaux pour les affaires relatives aux contentieux de la sécurité sociale | Ministère de la Justice                                     | 16 mai 2018       |
| 40           | Ordonnance fixant les modalités de transfert des personnels administratifs des juridictions mentionnées au 1° du I de l'article 109 de la loi du 18 novembre 2016 de modernisation de la justice du XXIe siècle et celles de leur accès aux corps des services judiciaires ou aux corps communs du ministère de la justice                           | Réorganisation des corps de la justice. | Ministère de la Justice                                     | 16 mai 2018       |
| 41           | Ordonnance relative à la distribution d'assurances | Transposition d'une directive européenne. | Ministère de l'Économie et des Finances                     | 16 mai 2018       |
| 42           | Ordonnance procédant au regroupement et à la mise en cohérence des dispositions du code de la sécurité sociale applicables aux travailleurs indépendants | Simplification du Code de la sécurité sociale. | Ministère de l'Action et des Comptes publics et de la Santé | 12 juin 2018      |
| 43           | Ordonnance relative à la simplification et à l'harmonisation des définitions des assiettes des cotisations et contributions de sécurité sociale | Simplification des déclarations sociales réalisées par les employeurs. | Ministère de l'Action et des Comptes publics                | 12 juin 2018      |
| 44           | Ordonnance relative à la procédure disciplinaire devant l'Agence française de lutte contre le dopage | Amélioration de l'efficacité de la lutte antidopage en vue des Jeux Olympiques de Paris. Réglementation des sanctions. | Ministre des Sports                                         | 11 juillet 2018   |
| 45           | Ordonnance visant à faciliter la réalisation de projets de construction et à favoriser l'innovation | Facilite la proposition par les constructeurs de solutions innovantes. | Ministre de la Transition écologique et solidaire           | 30 octobre 2018   |
| 46           | Ordonnance portant partie législative du code de la commande publique | Modification du Code de la commande publique. Clarification de dispositions. Création d'un dispositif de règlement non contentieux des litiges. | Ministère de l'Économie et des Finances                     | 26 novembre 2018  |
| 47           | Ordonnance portant prorogation des dispositions relatives à l'indemnité de départ volontaire en faveur de certains ouvriers de l’État du ministère des armées | Extension du programme d’indemnité de départ volontaire en faveur de certains ouvriers de l’État à 2025. Leur permet de bénéficier de l'indemnité afin de reprendre ou créer une entreprise. | Ministère des Armées                                        | 5 décembre 2018   |
| 48           | Ordonnance prise en application de l'article 32 de la loi du 20 juin 2018 relative à la protection des données personnelles et portant modification de la loi du 6 janvier 1978 relative à l'informatique, aux fichiers et aux libertés et diverses dispositions concernant la protection des données à caractère personnel                          | Précision de la réglementation concernant les données personnelles | Ministère de la Justice                                     | 12 décembre 2018  |
| 49           | Ordonnance relative au congé du blessé | Encadrement du congé du blessé à dix-huit mois au maximum à tout militaire blessé ou ayant contracté une maladie au cours d'opérations. | Ministère des Armées                                        | 12 décembre 2018  |
| 50           | Ordonnance relative au relèvement du seuil de revente à perte et à l'encadrement des promotions pour les denrées et certains produits alimentaires | Modifications pour deux ans à titre expérimental. Encadrement des promotions, du seuil de revente à perte, etc. | Ministère de l'Économie et des Finances                     | 12 décembre 2018  |
| 51           | Ordonnance relative à l'expérimentation de nouvelles formes de rapprochement, de regroupement ou de fusion des établissements d'enseignement supérieur et de recherche | Expérimentation en vue de rapprochements entre université et grandes écoles volontaires afin de regrouper et fusionner afin de rendre l'enseignement français attractif internationalement. | Ministre chargé de l'Enseignement supérieur                 | 12 décembre 2018  |
| 52           | Ordonnance portant diverses dispositions relatives à la gestion de l'infrastructure ferroviaire et à l'ouverture à la concurrence des services de transport ferroviaire de voyageurs | Dispositions permettant l'ouverture à la concurrence des marchés ferroviaires de voyageurs. Précise le régime juridique applicable. | Ministre de la Transition écologique et solidaire           | 12 décembre 2018  |
| 53           | Ordonnance modifiant les missions et les obligations incombant aux gestionnaires de réseaux de transport, aux fournisseurs, aux opérateurs d'infrastructures de stockage et aux opérateurs de terminaux méthaniers en matière de fonctionnement du système gazier et définissant les règles relatives au délestage de la consommation de gaz naturel | Précisions des textes afin de les simplifier. | Ministre de la Transition écologique et solidaire           | 19 décembre 2018  |
| 54           | Ordonnance relative aux mesures relevant du domaine de la loi nécessaires pour parfaire la transposition en droit interne des principes du code mondial antidopage | Transposition en droit interne du Code mondial du dopage. | Ministère des Sports                                        | 19 décembre 2018  |

### 2019
| Numérotation | Titre | Sujet | Ministère                                                                                            | Date de signature |
| ------------ | --- | --- | --- | ----------------- |
| 55           | Ordonnance portant simplification des dispositifs de reconversion des militaires et des anciens militaires dans la fonction publique civile | Rattachement de militaires à la fonction publique civile. | Ministère des Armées                                                                                 | 4 janvier 2019    |
| 56           | Ordonnance relative à certaines modalités d'incitation au départ à destination de personnels militaires | Politique de ressources humaines : facilitation du départ de militaires dans des secteurs sur le déclin, au profit des secteurs stratégiques (numérique, cyber, renseignement, intelligence artificielle, espace). | Ministère des Armées                                                                                 | 4 janvier 2019    |
| 57           | Ordonnance portant diverses adaptations et dérogations temporaires nécessaires à la réalisation en urgence des travaux requis par le rétablissement des contrôles à la frontière avec le Royaume-Uni en raison du retrait de cet État de l'Union européenne | Politique internationale liée au Brexit. | Ministre de la Transition écologique et solidaire et Ministère de l'Agriculture et de l'Alimentation | 23 janvier 2019   |
| 58           | Ordonnance visant à permettre la poursuite de la fourniture à destination du Royaume-Uni de produits liés à la défense et de matériels spatiaux | Politique internationale liée au Brexit. | Premier ministre                                                                                     | 30 janvier 2019   |
| 59           | Ordonnance relative à l'exercice et au transfert, à titre expérimental, de certaines missions dans le réseau des chambres d'agriculture | Expérimentation pour trois ans du renforcement du rôle d'appui des chambres d'agriculture. | Ministère de l'Agriculture et de l'Alimentation                                                      | 30 janvier 2019   |
| 60           | Ordonnance relative aux mesures de préparation au retrait du Royaume-Uni de l'Union européenne en matière de services financiers | Politique économie liée au Brexit. Garantit la continuité de l’accès aux systèmes de règlement interbancaire britannique, essentiel pour la stabilité des marchés financiers. | Ministère de l'Économie et des Finances                                                              | 6 février 2019    |
| 61           | Ordonnance portant diverses mesures relatives à l'entrée, au séjour, aux droits sociaux et à l'activité professionnelle, applicables en cas d'absence d'accord sur le retrait du Royaume-Uni de l'Union européenne | Politique internationale liée au Brexit. | Ministère des Affaires sociales et de la Santé et Ministère de l'Économie et des Finances            | 6 février 2019    |
| 62           | Ordonnance relative à la préparation au retrait du Royaume-Uni de l'Union européenne en matière de transport routier de personnes et de marchandises et de sûreté dans le tunnel sous la Manche | Politique internationale liée au Brexit. | Ministre de la Transition écologique et solidaire                                                    | 6 février 2019    |
| 63           | Ordonnance relative à la préparation au retrait du Royaume-Uni de l'Union européenne en matière de sécurité ferroviaire dans le tunnel sous la Manche | Politique internationale liée au Brexit. | Ministre de la Transition écologique et solidaire                                                    | 13 février 2019   |
| 64           | Ordonnance portant transposition de la directive (UE) 2018/957 du Parlement européen et du Conseil du 28 juin 2018 modifiant la directive 96/71/CE concernant le détachement de travailleurs effectué dans le cadre d'une prestation de services | Transposition d'une directive européenne dans le domaine du droit du travail. | Ministère du Travail                                                                                 | 20 février 2019   |
| 65           | Ordonnance relative au cadre de fixation des redevances liées à l'utilisation de l'infrastructure ferroviaire ainsi qu'à l'élaboration et à l'actualisation du contrat entre l'Etat et SNCF Réseau | Politique des transports. | Ministre de la Transition écologique et solidaire                                                    | 11 mars 2019      |
| 66           | Ordonnance relative aux voies réservées et à la police de la circulation pour les jeux Olympiques et Paralympiques de 2024 | Politique évènementielle relative aux Jeux Olympiques. | Ministère de l'Intérieur                                                                             | 20 mars 2019      |
| 67           | Ordonnance relative aux dispositions pénales et de procédure pénale du code de l'urbanisme de Saint-Martin | Homogénéisation juridique dans les territoires ultramarins. | Ministère des Outre-mer                                                                              | 27 mars 2019      |
| 68           | Ordonnance portant dérogation à l'article L. 551-2 du code de l'environnement nécessaire à la réalisation en urgence des travaux requis par le rétablissement des contrôles à la frontière avec le Royaume-Uni en raison du retrait de cet État de l'Union européenne et modifiant l'ordonnance n° 2019-75 du 6 février 2019 relative aux mesures de préparation au retrait du Royaume-Uni de l'Union européenne en matière de services financiers                                                       | Dérogation temporaire à l'obligation de déposer une étude de dangers préalablement à la réalisation de travaux d'aménagement d'un ouvrage d'infrastructure routière, ferroviaire, portuaire ou de navigation. | Ministre de la Transition écologique et solidaire                                                    | 27 mars 2019      |
| 69           | Ordonnance relative à l'action en responsabilité pour prix abusivement bas | Politique de la concurrence. | Ministère de l'Économie et des Finances                                                              | 24 avril 2019     |
| 70           | Ordonnance portant refonte du titre IV du livre IV du code de commerce relatif à la transparence, aux pratiques restrictives de concurrence et aux autres pratiques prohibées | Politique de la concurrence. | Ministère de l'Économie et des Finances                                                              | 24 avril 2019     |
| 71           | Ordonnance relative à l'indépendance des activités de conseil à l'utilisation des produits phytopharmaceutiques et au dispositif de certificats d'économie de produits phytopharmaceutiques | Rend l'exercice des activités de vente, de distribution et d’application de produits phytopharmaceutiques incompatible avec celui de l'activité de conseil à l'utilisation de produits phytopharmaceutiques et de réformer le régime d'expérimentation des certificats d'économie de produits phytopharmaceutiques. | Ministère de l'Agriculture et de l'Alimentation                                                      | 24 avril 2019     |
| 72           | Ordonnance relative à la coopération agricole | Politique agricole. | Ministère de l'Agriculture et de l'Alimentation                                                      | 24 avril 2019     |
| 73           | Ordonnance étendant les pouvoirs de police judiciaire des agents mentionnés à l'article L. 205-1 du code rural et de la pêche maritime et à l'article L. 511-3 du code de la consommation | Renforce l’effectivité et la coordination des contrôles relatifs à l’alimentation, la santé publique vétérinaire et la protection des végétaux, dans un objectif de protection de la santé publique. | Ministère de l'Agriculture et de l'Alimentation                                                      | 24 avril 2019     |
| 74           | Ordonnance relative à l'adaptation du contrat de construction d'une maison individuelle avec fourniture de plan dans le cadre de la préfabrication | Complète le contrat de construction de maison individuelle afin d’adapter les règles aux besoins de financement des entreprises qui assurent la réalisation des éléments préfabriqués en ateliers et leur assemblage sur le chantier, et de protéger les intérêts du maître d’ouvrage. | Ministère de la Cohésion des territoires                                                             | 30 avril 2019     |
| 75           | Ordonnance portant transposition de la directive (UE) 2016/797 du Parlement européen et du Conseil relative à l'interopérabilité du système ferroviaire au sein de l'Union européenne et de la directive (UE) 2016/798 du Parlement européen et du Conseil relative à la sécurité ferroviaire et adaptation du droit français au règlement (UE) 2016/796 du Parlement européen et du Conseil relatif à l'Agence de l'Union européenne pour les chemins de fer et abrogeant le règlement (CE) n° 881/2004 | Modification de la partie législative du code des transports relativement aux procédures d’autorisation des systèmes de transport, les modalités d’enquête du bureau d’enquête sur les accidents de transport terrestre (BEA-TT), les procédures de mise sur le marché des produits ferroviaires, ainsi que les missions de l’établissement public de sécurité ferroviaire (EPSF), en lien avec les nouvelles missions confiées à l’agence de l’Union européenne pour les chemins de fer en matière de sécurité et d’interopérabilité ferroviaires. | Ministre de la Transition écologique et solidaire                                                    | 30 avril 2019     |
| 76           | Ordonnance modifiant la loi n° 94-589 du 15 juillet 1994 relative à la lutte contre la piraterie et aux modalités de l'exercice par l’État de ses pouvoirs de police en mer | Politique militaire. Lutte contre la piraterie. | Ministère des Armées                                                                                 | 7 mai 2019        |
| 77           | Ordonnance relative à la vente de logements appartenant à des organismes d'habitations à loyer modéré à des personnes physiques avec application différée du statut de la copropriété | Rend possible, lors de la vente par un organisme HLM à une personne physique d’un logement, de différer le transfert de la propriété de la quote-part correspondante des parties communes à l’acquéreur, à l'issue d'une période qui ne peut excéder dix ans à compter de la vente conclue selon ce nouveau régime du premier lot de l’immeuble. | Ministère de la Cohésion des territoires                                                             | 7 mai 2019        |
| 78           | Ordonnance relative à l'expérimentation d'une politique des loyers prenant mieux en compte la capacité financière des ménages nouveaux entrants du parc social | Prévoit pour cinq ans, pour les bailleurs sociaux volontaires, la possibilité de mener une politique des loyers expérimentale, afin de faciliter l'accès au parc social de ménages très modestes. | Ministère de la Cohésion des territoires                                                             | 15 mai 2019       |
| 79           | Ordonnance portant adaptation du mode de calcul du supplément de loyer de solidarité | Proportionne le montant des surloyers et les plafonne pour éviter la situation dans laquelle le montant cumulé du loyer dérogatoire et du supplément de loyer de solidarité tend à être supérieur aux loyers pratiqués sur le marché locatif privé. | Ministère de la Cohésion des territoires                                                             | 15 mai 2019       |
| 80           | Ordonnance portant simplification de la procédure d'élaboration et de révision des schémas de raccordement au réseau des énergies renouvelables | Simplification de la procédure d’élaboration des schémas de raccordement au réseau en prévoyant que le préfet de région fixe la capacité du schéma régional, en cohérence avec la dynamique de développement des énergies renouvelables dans la région, et approuve uniquement la quote-part à financer par chaque producteur, et non plus la localisation détaillée des ouvrages de raccordement, ce qui permettra aux gestionnaires de réseau d’adapter leur schéma à la réalité des demandes de raccordement.                                    | Ministre de la Transition écologique et solidaire                                                    | 22 mai 2019       |
| 81           | Ordonnance portant diverses dispositions relatives au groupe SNCF | Politique des transports. | Ministre de la Transition écologique et solidaire                                                    | 3 juin 2019       |
| 82           | Ordonnance relative aux activités et à la surveillance des institutions de retraite professionnelle | Précision du cadre de la souscription et l’information au cours de la vie des contrats. Obligations d’information sur la prise en compte des facteurs environnementaux, sociaux et de gouvernance lors des décisions de placement. Permet d'inciter au recours par les assureurs à ces organismes dédiés en étendant le champ de leurs activités aux engagements de retraite supplémentaire à adhésion individuelle. | Ministère de l'Économie et des Finances                                                              | 12 juin 2019      |
| 83           | Ordonnance portant harmonisation de la terminologie du droit de l'armement dans le code de la défense et le code de la sécurité intérieure | Harmonise la terminologie utilisée en matière d’armement au sein du code de la défense et du code de la sécurité intérieure. | Ministère des Armées                                                                                 | 19 juin 2019      |
| 84           | Ordonnance relative aux régimes professionnels de retraite supplémentaire | Garantit que les droits accumulés par le bénéficiaire durant ses périodes d’emploi lui restent acquis, y compris après son départ de l’entreprise. Dans un souci de lisibilité, l’ordonnance prévoit qu’une information annuelle soit réalisée auprès des bénéficiaires sur les droits acquis et leur utilisation. | Ministère des Affaires sociales et de la Santé                                                       | 3 juillet 2019    |
| 85           | Ordonnance portant mise en cohérence des dispositions législatives des codes et lois avec celles du code de commerce dans leur rédaction résultant de l'ordonnance n° 2019-359 du 24 avril 2019 portant refonte du titre IV du livre IV du code de commerce relatif à la transparence, aux pratiques restrictives de concurrence et aux autres pratiques prohibées | Achève la réforme du droit des relations commerciales pour favoriser une meilleure répartition de la valeur et un rééquilibrage des relations commerciales entre la distribution et les acteurs de la filière agro-alimentaire. | Ministère de l'Économie et des Finances                                                              | 3 juillet 2019    |
| 86           | Ordonnance relative aux entrepreneurs de spectacles vivants | Régime simplifié de déclaration préalable pour remplacer le système d'autorisation administrative. Contrôles a priori remplacés par des contrôles a posteriori permettant de vérifier le respect des règles de sécurité, droit du travail, etc. Sanctions pénales remplacées par des sanctions administratives graduées. | Ministère de la Culture                                                                              | 3 juillet 2019    |
| 87           | Ordonnance relative à l'expérimentation de la dématérialisation des actes de l'état civil établis par le ministère des affaires étrangères | Dématérialisation des actes de l’état civil, conservés à l'avenir dans un registre électronique unique et centralisé. Publicité de ces actes de manière dématérialisée. | Ministère de l'Europe et des Affaires étrangères                                                     | 10 juillet 2019   |
| 88           | Ordonnance prise en application de l'article 28 de la loi n° 2019-222 du 23 mars 2019 de programmation 2018-2022 et de réforme pour la justice | Règles applicables au recouvrement de la redevance forfaitaire que l'usager devra acquitter en cas de défaut ou d'insuffisance de paiement initial. Favorise le recours aux technologies numériques. | Premier ministre                                                                                     | 17 juillet 2019   |
| 89           | Ordonnance relative aux sanctions civiles applicables en cas de défaut ou d'erreur du taux effectif global | Harmonisation du fondement juridique applicable en cas d'erreur ou de défaut du taux effectif global. Assure une meilleure proportionnalité de la sanction en renforçant l'office du juge civil. | Ministère de l'Économie et des Finances                                                              | 17 juillet 2019   |
| 90           | Ordonnance portant extension en Nouvelle-Calédonie, en Polynésie française et dans les îles Wallis et Futuna de diverses dispositions du code monétaire et financier issues de la loi n° 2019-486 du 22 mai 2019 relative à la croissance et à la transformation des entreprises | Homogénéisation juridique dans les territoires ultramarins. | Ministère de l'Économie et des Finances                                                              | 17 juillet 2019   |
| 91           | Ordonnance relative au régulateur des redevances aéroportuaires | Renforcement de l'indépendance et des conditions d'exercice de la régulation économique des aéroports. | Ministre de la Transition écologique et solidaire                                                    | 24 juillet 2019   |
| 92           | Ordonnance relative au droit de rectification des informations concernant les bénéficiaires des prestations sociales et des minima sociaux en cas de notification d'indus | Amélioration des garanties offertes aux bénéficiaires de prestations sociales en cas de demande de remboursement de sommes indûment versées (droit de rectification). | Ministère des Affaires sociales et de la Santé                                                       | 24 juillet 2019   |
| 93           | Ordonnance portant réforme de l'épargne retraite | Création de trois produits d'épargne retraite. | Ministère de l'Économie et des Finances                                                              | 24 juillet 2019   |
| 94           | Ordonnance relative à la partie législative du livre VIII du code de la construction et de l'habitation | Politique de l'urbanisme. | Ministère de la Cohésion des territoires                                                             | 17 juillet 2019   |
| 95           | Ordonnance modifiant les dispositions du code minier relatives à l'octroi et à la prolongation des titres d'exploration et d'exploitation des gîtes géothermiques | Politique écologique. | Ministre de la Transition écologique et solidaire                                                    | 24 juillet 2019   |
| 96           | Ordonnance portant extension du code de commerce aux îles Wallis et Futuna | Homogénéisation juridique dans les territoires ultramarins. | Ministère de la Justice                                                                              | 21 août 2019      |
| 97           | Ordonnance visant à assurer la cohérence de diverses dispositions législatives avec la loi n° 2018-771 du 5 septembre 2018 pour la liberté de choisir son avenir professionnel | Politique de l'emploi. | Premier ministre                                                                                     | 21 août 2019      |
| 98           | Ordonnance portant adaptation des dispositions de la loi n° 2018-771 du 5 septembre 2018 pour la liberté de choisir son avenir professionnel aux collectivités d'outre-mer régies par l'article 73 de la Constitution et à Saint-Barthélemy, Saint-Martin et Saint-Pierre-et-Miquelon | Homogénéisation juridique dans les territoires ultramarins. | Ministère du Travail                                                                                 | 28 août 2019      |
| 99           | Ordonnance portant partie législative du code de la justice pénale des mineurs | Élargissement des prérogatives du juge des enfants pour les peines à vocation éducative. | Ministère de la Justice                                                                              | 11 septembre 2019 |
| 100          | Ordonnance relative à la lutte contre la fraude portant atteinte aux intérêts financiers de l'Union européenne au moyen du droit pénal | Transpose la directive UE 2017/1371. | Ministère de la Justice                                                                              | 18 septembre 2019 |
| 101          | Ordonnance prise en application de la loi n° 2019-222 du 23 mars 2019 de programmation 2018-2022 et de réforme pour la justice | Parachèvement de la réforme juridique qui fusionne les Tribunaux d'instance et les Tribunaux de Grande Instance. | Ministère de la Justice                                                                              | 18 septembre 2019 |
| 102          | Ordonnance réformant la régulation des jeux d'argent et de hasard | Création de l'Autorité nationale des jeux, dotée du statut d'AAI. Renforcement de son pouvoir. | Ministère de l'Action et des Comptes publics                                                         | 2 octobre 2019    |
| 103          | Ordonnance relative au système d'échange de quotas d'émissions de gaz à effet de serre (2021-2030) | Transpose la directive UE 2018/410. Amélioration de la méthode d'allocation des quotas gratuits. | Ministre de la Transition écologique et solidaire                                                    | 9 octobre 2019    |
| 104          | Ordonnance modifiant les dispositions relatives aux offres au public de titres | Transposition du règlement UE 2017/1129 (Prospectus III). | Ministère de l'Économie et des Finances                                                              | 21 octobre 2019   |
| 105          | Ordonnance relative à l'échange automatique et obligatoire d'informations dans le domaine fiscal en rapport avec les dispositifs transfrontières devant faire l'objet d'une déclaration | Transposition de la directive UE 2018/822 du 25 mai 2018. Permet les États à mieux protéger leurs ressources fiscales du risque d'érosion et d'évasion. | Ministère de l'Action et des Comptes publics                                                         | 21 octobre 2019   |
| 106          | Ordonnance relative à la lutte contre le gaspillage alimentaire | Extension à l'ensemble des opérateurs de la restauration collective privée l'obligation de lutte contre le gaspillage alimentaire. | Ministère de l'Agriculture et de l'Alimentation                                                      | 21 octobre 2019   |
| 107          | Ordonnance portant réforme du droit de la copropriété des immeubles bâtis | Facilitation de la gestion des copropriétés. | Ministère de la Justice                                                                              | 30 octobre 2019   |
| 108          | Ordonnance portant adaptation du livre II du code rural et de la pêche maritime au droit de l'Union européenne | Adaptation du Code rural et de la pêche maritime au droit de lutte contre les organismes nuisibles aux végétaux. Extension des contrôles officiels. | Ministère de l'Agriculture et de l'Alimentation                                                      | 30 octobre 2019   |
| 109          | Ordonnance relative aux marques de produits ou de services | Transposition de la directive UE 2015/2436 du 16 décembre 2015. Amélioration des dispositifs de protection des marques. | Ministère de l'Économie et des Finances                                                              | 13 novembre 2019  |
| 110          | Ordonnance relative au régime juridique du schéma d'aménagement régional | Homogénéisation du droit de l'urbanisme dans les territoires ultramarins. | Ministère de la Cohésion des territoires                                                             | 13 novembre 2019  |
| 111          | Ordonnance relative à la rémunération des mandataires sociaux des sociétés cotées | Renforcement de l'encadrement de ces dirigeants. Transpose la directive UE 2017/828 du 17 mai 2017. | Ministère de l'Économie et des Finances                                                              | 27 novembre 2019  |
| 112          | Ordonnance portant dispositions relatives à l'outre-mer du code de la défense | Homogénéisation du droit relatif à la défense dans les territoires ultramarins. | Ministère des Armées                                                                                 | 11 décembre 2019  |

### 2020
| Numérotation | Titre | Sujet | Ministère                                                                                    | Date de signature |
| ------------ | --- | ----- | -------------------------------------------------------------------------------------------- | ----------------- |
| 113          | Ordonnance relative à la prise en compte des besoins de la défense nationale en matière de participation et de consultation du public, d'accès à l'information et d'urbanisme |       | Ministère des Armées                                                                         | 6 janvier 2020    |
| 114          | Ordonnance relative à la réécriture des règles de construction et recodifiant le livre Ier du code de la construction et de l'habitation |       | Ministère de la Cohésion des territoires                                                     | 29 janvier 2020   |
| 115          | Ordonnance renforçant le dispositif national de lutte contre le blanchiment de capitaux et le financement du terrorisme |       | Ministère de l'Économie et des Finances                                                      | 12 février 2020   |
| 116          | Ordonnance portant création d'un droit d'opposition aux brevets d'invention |       | Ministère de l'Économie et des Finances                                                      | 12 février 2020   |
| 117          | Ordonnance relative au règlement transactionnel par le président de la Commission de régulation de l'énergie du remboursement de la contribution au service public de l'électricité |       | Ministre de la Transition écologique et solidaire                                            | 26 février 2020   |
| 118          | Ordonnance portant réforme des modalités de délivrance de la légalisation et de l'apostille |       | Ministère de la Justice                                                                      | 4 mars 2020       |
| 119          | Ordonnance relative au régime des décisions prises en matière de santé, de prise en charge ou d'accompagnement social ou médico-social à l'égard des personnes majeures faisant l'objet d'une mesure de protection juridique |       | Ministère des Affaires sociales et de la Santé                                               | 11 mars 2020      |
| 120          | Ordonnance modifiant le champ d'application du permis d'armement et du régime des fouilles de sûreté des navires |       | Ministre de la Transition écologique et solidaire                                            | 11 mars 2020      |
| 121          | Ordonnance portant adaptation de règles de procédure pénale sur le fondement de la loi n° 2020-290 du 23 mars 2020 d'urgence pour faire face à l'épidémie de covid-19 |       | Ministère de la Justice                                                                      | 25 mars 2020      |
| 122          | Ordonnance portant adaptation des règles applicables aux juridictions de l'ordre judiciaire statuant en matière non pénale et aux contrats de syndic de copropriété |       | Ministère de la Justice                                                                      | 25 mars 2020      |
| 123          | Ordonnance portant adaptation des règles applicables devant les juridictions de l'ordre administratif |       | Ministère de la Justice                                                                      | 25 mars 2020      |
| 124          | Ordonnance relative à la prorogation des délais échus pendant la période d'urgence sanitaire et à l'adaptation des procédures pendant cette même période |       | Ministère de la Justice                                                                      | 25 mars 2020      |
| 125          | Ordonnance relative à la prorogation des mandats des conseillers consulaires et des délégués consulaires et aux modalités d'organisation du scrutin |       | Ministère de l'Europe et des Affaires étrangères                                             | 25 mars 2020      |
| 126          | Ordonnance relative à la garantie de financement des établissements de santé et aux régimes complémentaires obligatoires de sécurité sociale |       | Ministère de l'Économie et des Finances                                                      | 25 mars 2020      |
| 127          | Ordonnance portant dispositions temporaires relatives aux assistants maternels et aux disponibilités d'accueil des jeunes enfants |       | Ministère des Affaires sociales et de la Santé                                               | 25 mars 2020      |
| 128          | Ordonnance relative à l'adaptation temporaire des règles d'instruction des demandes et d'indemnisation des victimes par l'Office national d'indemnisation des victimes d'accidents médicaux, des affections iatrogènes et des infections nosocomiales et par le Fonds d'indemnisation des victimes de l'amiante |       | Ministère des Affaires sociales et de la Santé                                               | 25 mars 2020      |
| 129          | Ordonnance relative à la prolongation de droits sociaux |       | Ministère des Affaires sociales et de la Santé                                               | 25 mars 2020      |
| 130          | Ordonnance relative aux adaptations des règles d'organisation et de fonctionnement des établissements sociaux et médico-sociaux |       | Ministère des Affaires sociales et de la Santé                                               | 25 mars 2020      |
| 131          | Ordonnance relative aux conditions financières de résolution de certains contrats de voyages touristiques et de séjours en cas de circonstances exceptionnelles et inévitables ou de force majeure |       | Ministère de l'Économie et des Finances                                                      | 25 mars 2020      |
| 132          | Ordonnance relative au paiement des loyers, des factures d'eau, de gaz et d'électricité afférents aux locaux professionnels des entreprises dont l'activité est affectée par la propagation de l'épidémie de covid-19 |       | Ministre de la Transition écologique et solidaire                                            | 25 mars 2020      |
| 133          | Ordonnance portant création d'un fonds de solidarité à destination des entreprises particulièrement touchées par les conséquences économiques, financières et sociales de la propagation de l'épidémie de covid-19 et des mesures prises pour limiter cette propagation |       | Ministère de l'Économie et des Finances                                                      | 25 mars 2020      |
| 134          | Ordonnance portant adaptation des règles relatives à l'établissement, l'arrêté, l'audit, la revue, l'approbation et la publication des comptes et des autres documents et informations que les personnes morales et entités dépourvues de personnalité morale de droit privé sont tenues de déposer ou publier dans le contexte de l'épidémie de covid-19 |       | Ministère de l'Économie et des Finances                                                      | 25 mars 2020      |
| 135          | Ordonnance portant diverses mesures d'adaptation des règles de passation, de procédure ou d'exécution des contrats soumis au code de la commande publique et des contrats publics qui n'en relèvent pas pendant la crise sanitaire née de l'épidémie de covid-19 |       | Ministère de l'Économie et des Finances                                                      | 25 mars 2020      |
| 136          | Ordonnance relative à l'adaptation des délais et des procédures applicables à l'implantation ou la modification d'une installation de communications électroniques afin d'assurer le fonctionnement des services et des réseaux de communications électroniques |       | Ministère de l'Économie et des Finances                                                      | 25 mars 2020      |
| 137          | Ordonnance portant adaptation des règles de réunion et de délibération des assemblées et organes dirigeants des personnes morales et entités dépourvues de personnalité morale de droit privé en raison de l'épidémie de covid-19 |       | Ministère du Travail                                                                         | 25 mars 2020      |
| 138          | Ordonnance adaptant temporairement les conditions et modalités d'attribution de l'indemnité complémentaire prévue à l'article L. 1226-1 du code du travail et modifiant, à titre exceptionnel, les dates limites et les modalités de versement des sommes versées au titre de l'intéressement et de la participation |       | Ministère du Travail                                                                         | 25 mars 2020      |
| 139          | Ordonnance portant mesures d'urgence en matière de congés payés, de durée du travail et de jours de repos |       | Ministère du Travail                                                                         | 25 mars 2020      |
| 140          | Ordonnance portant mesures d'urgence en matière de revenus de remplacement mentionnés à l'article L. 5421 2 du code du travail |       | Ministère des Affaires sociales et de la Santé                                               | 25 mars 2020      |
| 141          | Ordonnance relative à la responsabilité personnelle et pécuniaire des comptables publics |       | Ministère de l'Action et des Comptes publics                                                 | 25 mars 2020      |
| 142          | Ordonnance portant prolongation de la durée de validité des documents de séjour |       | Ministère de l'Intérieur                                                                     | 25 mars 2020      |
| 143          | Ordonnance portant maintien en fonction des membres des conseils d'administration des caisses locales et de la caisse centrale de la mutualité sociale agricole |       | Ministère de la Cohésion des territoires                                                     | 25 mars 2020      |
| 144          | Ordonnance relative aux mesures de continuité budgétaire, financière et fiscale des collectivités territoriales et des établissements publics locaux afin de faire face aux conséquences de l'épidémie de covid-19 |       | Ministère de l'Action et des Comptes publics et al.                                          | 25 mars 2020      |
| 145          | Ordonnance relative au prolongement de la trêve hivernale |       | Ministère de la Cohésion des territoires                                                     | 25 mars 2020      |
| 146          | Ordonnance portant adaptation des règles relatives aux difficultés des entreprises et des exploitations agricoles à l'urgence sanitaire et modifiant certaines dispositions de procédure pénale |       | Ministère de la Justice                                                                      | 27 mars 2020      |
| 147          | Ordonnance portant mesures d'urgence en matière d'activité partielle |       | Ministère du Travail                                                                         | 27 mars 2020      |
| 148          | Ordonnance adaptant le droit applicable au fonctionnement des établissements publics et des instances collégiales administratives pendant l'état d'urgence sanitaire |       | Ministère de l'Action et des Comptes publics                                                 | 27 mars 2020      |
| 149          | Ordonnance relative à l'organisation des examens et concours pendant la crise sanitaire née de l'épidémie de covid-19 |       | Ministère de l'Action et des Comptes publics et Ministère chargé de l'Enseignement supérieur | 27 mars 2020      |
| 150          | Ordonnance relative aux aides exceptionnelles à destination de titulaires de droits d'auteurs et de droits voisins en raison des conséquences de la propagation du virus covid-19 et des mesures prises pour limiter cette propagation |       | Ministère de la Culture                                                                      | 27 mars 2020      |
| 151          | Ordonnance modifiant la date limite et les conditions de versement de la prime exceptionnelle de pouvoir d'achat |       | Ministère du Travail                                                                         | 1er avril 2020    |
| 152          | Ordonnance adaptant les conditions d'exercice des missions des services de santé au travail à l'urgence sanitaire et modifiant le régime des demandes préalables d'autorisation d'activité partielle |       | Ministère du Travail                                                                         | 1er avril 2020    |
| 153          | Ordonnance portant mesures d'urgence en matière de formation professionnelle |       | Ministère du Travail                                                                         | 1er avril 2020    |
| 154          | Ordonnance relative au report du scrutin de mesure de l'audience syndicale auprès des salariés des entreprises de moins de onze salariés et à la prorogation des mandats des conseillers prud'hommes et membres des commissions paritaires régionales interprofessionnelles |       | Ministère du Travail                                                                         | 1er avril 2020    |
| 155          | Ordonnance portant mesures d'urgence relatives aux instances représentatives du personnel |       | Ministère du Travail                                                                         | 1er avril 2020    |
| 156          | Ordonnance relative au report du second tour du renouvellement général des conseillers municipaux et communautaires, des conseillers de Paris et des conseillers de la métropole de Lyon de 2020 et à l'établissement de l'aide publique pour 2021 |       | Ministère de l'Intérieur                                                                     | 1er avril 2020    |
| 157          | Ordonnance visant à assurer la continuité du fonctionnement des institutions locales et de l'exercice des compétences des collectivités territoriales et des établissements publics locaux afin de faire face à l'épidémie de covid-19 |       | Ministère de la Cohésion des territoires                                                     | 1er avril 2020    |
| 158          | Ordonnance portant diverses adaptations des règles applicables devant les juridictions de l'ordre administratif |       | Ministère de la Justice                                                                      | 8 avril 2020      |
| 159          | Ordonnance visant à assurer la continuité de l'exercice des fonctions exécutives locales durant l'état d'urgence sanitaire |       | Ministère de la Cohésion des territoires                                                     | 8 avril 2020      |
| 160          | Ordonnance portant diverses dispositions en matière de délais pour faire face à l'épidémie de covid-19 |       | Ministère de la Justice et al.                                                               | 15 avril 2020     |
| 161          | Ordonnance portant diverses dispositions sociales pour faire face à l'épidémie de covid-19 |       | Ministère des Affaires sociales et de la Santé                                               | 15 avril 2020     |
| 162          | Ordonnance relative à la prise de jours de réduction du temps de travail ou de congés dans la fonction publique de l’État et la fonction publique territoriale au titre de la période d'urgence sanitaire |       | Ministère de l'Action et des Comptes publics                                                 | 15 avril 2020     |
| 163          | Ordonnance portant diverses mesures prises pour faire face à l'épidémie de covid-19 |       | Ministère de l'Économie et des Finances et Ministère du Travail                              | 22 avril 2020     |
| 164          | Ordonnance relative au report du second tour du renouvellement général des conseillers municipaux de Polynésie française et de Nouvelle-Calédonie, et à l'établissement de l'aide publique pour 2021 |       | Ministère de l'Intérieur et Ministère de la Cohésion des territoires                         | 22 avril 2020     |
| 165          | Ordonnance adaptant l'état d'urgence sanitaire à la Nouvelle-Calédonie, à la Polynésie française et aux îles Wallis et Futuna |       | Ministère de l'Intérieur et Ministère de la Cohésion des territoires                         | 22 avril 2020     |
| 166          | Ordonnance modifiant l'ordonnance n° 2020-331 du 25 mars 2020 relative au prolongement de la trêve hivernale pour son application à Saint-Barthélemy, à Saint-Martin et à Saint-Pierre-et-Miquelon |       | Ministère de l'Intérieur et Ministère de la Cohésion des territoires                         | 22 avril 2020     |
| 167          | Ordonnance instituant une aide aux acteurs de santé conventionnés dont l'activité est particulièrement affectée par l'épidémie de covid-19 |       | Ministère des Affaires sociales et de la Santé                                               | 2 mai 2020        |
| 168          | Ordonnance adaptant temporairement les délais applicables pour la consultation et l'information du comité social et économique afin de faire face à l'épidémie de covid-19 |       | Ministère des Affaires sociales et de la Santé                                               | 2 mai 2020        |
| 169          | Ordonnance portant diverses dispositions en matière bancaire |       | Ministère de l'Économie et des Finances                                                      | 7 mai 2020        |
| 170          | Ordonnance relative à l'extension de la loi n° 96-542 du 19 juin 1996 relative au contrôle de la fabrication et du commerce de certaines substances susceptibles d'être utilisées pour la fabrication illicite de stupéfiants ou de substances psychotropes à tous les outre-mer |       | Ministère de la Cohésion des territoires                                                     | 7 mai 2020        |
| 171          | Ordonnance relatif aux conditions financières de résolution de certains contrats en cas de force majeure dans les secteurs de la culture et du sport |       | Ministère de la Culture et Ministère des Sports                                              | 7 mai 2020        |
| 172          | Ordonnance fixant des délais particuliers applicables en matière d'urbanisme, d'aménagement et de construction pendant la période d'urgence sanitaire |       | Ministère de la Cohésion des territoires                                                     | 7 mai 2020        |
| 173          | Ordonnance modifiant l'ordonnance n° 2020-303 du 25 mars 2020 portant adaptation de règles de procédure pénale sur le fondement de la loi n° 2020-290 du 23 mars 2020 d'urgence pour faire face à l'épidémie de covid-19 |       | Ministère de la Justice                                                                      | 13 mai 2020       |
| 174          | Ordonnance modifiant l'ordonnance n° 2020-305 du 25 mars 2020 portant adaptation des règles applicables devant les juridictions de l'ordre administratif |       | Ministère de la Justice                                                                      | 13 mai 2020       |
| 175          | Ordonnance fixant les délais applicables à diverses procédures pendant la période d'urgence sanitaire |       | Ministère de la Justice                                                                      | 13 mai 2020       |
| 176          | Ordonnance visant à adapter le fonctionnement des institutions locales et l'exercice des compétences des collectivités territoriales et des établissements publics locaux à la prolongation de l'état d'urgence sanitaire dans le cadre de l'épidémie de covid-19 |       | Ministère de la Cohésion des territoires                                                     | 13 mai 2020       |
| 177          | Ordonnance modifiant l'ordonnance n° 2020-304 du 25 mars 2020 portant adaptation des règles applicables aux juridictions de l'ordre judiciaire statuant en matière non pénale et aux contrats de syndic de copropriété |       | Ministère de la Justice                                                                      | 20 mai 2020       |
| 178          | Ordonnance portant adaptation des règles relatives aux difficultés des entreprises et des exploitations agricoles aux conséquences de l'épidémie de covid-19 |       | Ministère de la Justice                                                                      | 20 mai 2020       |
| 179          | Ordonnance portant mise en œuvre de la convention sur le travail dans la pêche et d'amendements à la convention du travail maritime |       | Ministre de la Transition écologique et solidaire                                            | 20 mai 2020       |
| 180          | Ordonnance portant diverses dispositions sociales pour faire face à l'épidémie de covid-19 |       | Ministère du Travail                                                                         | 27 mai 2020       |
| 181          | Ordonnance relative aux délais applicables en matière financière et agricole pendant l'état d'urgence sanitaire |       | Ministre de la Justice                                                                       | 3 juin 2020       |
| 182          | Ordonnance relative à la surveillance des émissions des gaz polluants et des particules polluantes des moteurs à combustion interne destinés aux engins mobiles non routiers |       | Ministre de la Transition écologique et solidaire                                            | 10 juin 2020      |
| 183          | Ordonnance relative à la surveillance du marché des véhicules à moteur |       | Ministre de la Transition écologique et solidaire                                            | 10 juin 2020      |
| 184          | Ordonnance relative au fonds de solidarité à destination des entreprises particulièrement touchées par les conséquences économiques, financières et sociales de la propagation de l'épidémie de covid-19 et des mesures prises pour limiter cette propagation |       | Ministère de l'Économie et des Finances                                                      | 10 juin 2020      |
| 185          | Ordonnance modifiant les délais applicables à diverses procédures en matière sociale et sanitaire afin de faire face aux conséquences de la propagation de l'épidémie de covid-19 |       | Ministère de l'Économie et des Finances                                                      | 17 juin 2020      |
| 186          | Ordonnance portant diverses mesures en matière de commande publique |       | Ministère de l'Économie et des Finances                                                      | 17 juin 2020      |
| 187          | Ordonnance portant réorganisation de la Banque publique d'investissement et modifiant l'ordonnance n° 2005-722 du 29 juin 2005 relative à la Banque publique d'investissement |       | Ministère de l'Économie et des Finances                                                      | 17 juin 2020      |
| 188          | Ordonnance relative à l'octroi d'avances en compte courant aux entreprises en difficulté par les organismes de placement collectif de capital investissement et les sociétés de capital-risque |       | Ministère de l'Économie et des Finances                                                      | 17 juin 2020      |
| 189          | Ordonnance relative à la modernisation des schémas de cohérence territoriale |       | Ministère de la Cohésion des territoires                                                     | 17 juin 2020      |
| 190          | Ordonnance relative à la rationalisation de la hiérarchie des normes applicable aux documents d'urbanisme |       | Ministère de la Cohésion des territoires                                                     | 17 juin 2020      |
| 191          | Ordonnance relative à l'adaptation du taux horaire de l'allocation d'activité partielle |       | Ministère du Travail                                                                         | 24 juin 2020      |
| 192          | Ordonnance relative aux fourrières automobiles |       | Ministère de l'Intérieur                                                                     | 24 juin 2020      |
| 193          | Ordonnance relative à l'adaptation, pour la saison 2019/2020, du régime applicable aux contrats des sportifs et entraîneurs professionnels salariés |       | Ministère des Sports                                                                         | 24 juin 2020      |
| 194          | Ordonnance portant diverses dispositions d'adaptation au droit de l'Union européenne dans le domaine de l'énergie et du climat |       | Ministre de la Transition écologique et solidaire                                            | 15 juillet 2020   |
| 195          | Ordonnance relative aux procédures du comité de règlement des différends et des sanctions de la Commission de régulation de l'énergie |       | Ministre de la Transition écologique et solidaire                                            | 22 juillet 2020   |
| 196          | Ordonnance relative à la prévention et à la gestion des déchets |       | Ministre de la Transition écologique et solidaire                                            | 29 juillet 2020   |
| 197          | Ordonnance portant diverses mesures d'accompagnement des salariés dans le cadre de la fermeture des centrales à charbon |       | Ministre de la Transition écologique et solidaire                                            | 29 juillet 2020   |
| 198          | Ordonnance relative aux conditions d'exercice d'activités maritimes accessoires et à l'adaptation des conditions d'exercice de certaines activités maritimes aux voyages à proximité du littoral |       | Ministère de la Mer                                                                          | 29 juillet 2020   |
| 199          | Ordonnance portant réorganisation des dispositions du code des transports relatives à la sûreté dans les transports |       | Ministre de la Transition écologique et solidaire                                            | 29 juillet 2020   |
| 200          | Ordonnance portant création, au sein du code de commerce, d'un chapitre relatif aux sociétés dont les titres sont admis aux négociations sur un marché réglementé ou sur un système multilatéral de négociation |       | Ministre de la Justice                                                                       | 16 septembre 2020 |
| 201          | Ordonnance relative à l'harmonisation et à la simplification des polices des immeubles, locaux et installations |       | Ministre de la Transition écologique et solidaire                                            | 16 septembre 2020 |
| 202          | Ordonnance relative aux conditions de travail des jeunes travailleurs de moins de dix-huit ans à bord des navires et à l'embarquement de personnes autres que gens de mer à des fins d'observation ou de mise en situation en milieu professionnel |       | Ministère de la Mer                                                                          | 23 septembre 2020 |
| 203          | Ordonnance relative à l'adaptation de l'allocation et de l'indemnité d'activité partielle |       | Ministère du Travail                                                                         | 14 octobre 2020   |
| 204          | Ordonnance étendant et adaptant en Polynésie française et en Nouvelle-Calédonie les dispositions de la loi n° 2019-1461 du 27 décembre 2019 relative à l'engagement dans la vie locale et à la proximité de l'action publique |       | Ministère des Outre-mer                                                                      | 14 octobre 2020   |
| 205          | Ordonnance portant diverses mesures institutionnelles relatives à la création de la Collectivité européenne d'Alsace |       | Ministère de la Cohésion des territoires                                                     | 28 octobre 2020   |
| 206          | Ordonnance complétant et précisant les règles budgétaires, financières, fiscales et comptables applicables à la Collectivité européenne d'Alsace |       | Ministère de la Cohésion des territoires                                                     | 28 octobre 2020   |
| 207          | Ordonnance renforçant le dispositif de gel des avoirs et d'interdiction de mise à disposition |       | Ministère de l'Économie et des Finances                                                      | 4 novembre 2020   |
| 208          | Ordonnance dispensant d'obligation de compatibilité avec les schémas régionaux des carrières les décisions d'exploitation de carrières justifiées par les besoins de la restauration de la cathédrale Notre-Dame de Paris |       | Ministre de la Transition écologique et solidaire et Ministère de la Culture                 | 18 novembre 2020  |
| 209          | Ordonnance portant adaptation des règles applicables aux juridictions de l'ordre judiciaire statuant en matière non pénale et aux copropriétés |       | Ministre de la Justice                                                                       | 18 novembre 2020  |
| 210          | Ordonnance portant adaptation des règles applicables aux juridictions de l'ordre judiciaire statuant en matière pénale |       | Ministre de la Justice                                                                       | 18 novembre 2020  |
| 211          | Ordonnance portant adaptation des règles applicables aux juridictions de l'ordre administratif |       | Ministre de la Justice                                                                       | 18 novembre 2020  |
| 212          | Ordonnance relative aux missions des agences régionales de santé |       | Ministère des Affaires sociales et de la Santé                                               | 18 novembre 2020  |
| 213          | Ordonnance portant mise en œuvre de la prescription électronique |       | Ministère des Affaires sociales et de la Santé                                               | 18 novembre 2020  |
| 214          | Ordonnance portant adaptation des règles relatives aux réunions des instances représentatives du personnel |       | Ministère du Travail                                                                         | 25 novembre 2020  |
| 215          | Ordonnance rétablissant des mesures d'urgence en matière de revenus de remplacement mentionnés à l'article L. 5421-2 du code du travail |       | Ministère du Travail                                                                         | 25 novembre 2020  |
| 216          | Ordonnance portant adaptation des règles relatives aux difficultés des entreprises aux conséquences de l'épidémie de covid-19 |       | Ministre de la Justice                                                                       | 25 novembre 2020  |
| 217          | Ordonnance portant diverses mesures en matière de santé et de famille dans la fonction publique |       | Ministre chargé de la Fonction publique                                                      | 25 novembre 2020  |
| 218          | Ordonnance relative à la centralisation des disponibilités de certains organismes au Trésor |       | Ministère de l'Économie et des Finances                                                      | 2 décembre 2020   |
| 219          | Ordonnance portant prorogation et modification de l'ordonnance n° 2020-321 du 25 mars 2020 portant adaptation des règles de réunion et de délibération des assemblées et organes dirigeants des personnes morales et entités dépourvues de personnalité morale de droit privé en raison de l'épidémie de covid-19 |       | Ministère de l'Économie et des Finances                                                      | 2 décembre 2020   |
| 220          | Ordonnance modifiant l'ordonnance n° 2020-387 du 1er avril 2020 portant mesures d'urgence en matière de formation professionnelle et la loi n° 2018-771 du 5 septembre 2018 pour la liberté de choisir son avenir professionnel |       | Ministère du Travail                                                                         | 2 décembre 2020   |
| 221          | Ordonnance adaptant les conditions d'exercice des missions des services de santé au travail à l'urgence sanitaire |       | Ministère du Travail                                                                         | 2 décembre 2020   |
| 222          | Ordonnance prorogeant et adaptant les conditions de gestion des programmes européens de la politique de cohésion et des affaires maritimes et de la pêche |       | Premier ministre                                                                             | 2 décembre 2020   |
| 223          | Ordonnance adaptant le droit applicable au fonctionnement des établissements publics et des instances collégiales administratives pendant l'état d'urgence sanitaire |       | Ministre chargé de la Fonction publique                                                      | 2 décembre 2020   |
| 224          | Ordonnance renforçant le cadre de la lutte contre le blanchiment de capitaux et le financement du terrorisme applicable aux actifs numériques |       | Ministère de l'Économie et des Finances                                                      | 9 décembre 2020   |
| 225          | Ordonnance prolongeant, rétablissant ou adaptant diverses dispositions sociales pour faire face à l'épidémie de Covid-19 |       | Ministère des Affaires sociales et de la Santé                                               | 9 décembre 2020   |
| 226          | Ordonnance permettant la poursuite de la fourniture à destination du Royaume-Uni de produits liés à la défense et de matériels spatiaux |       | Ministère de l'Économie et des Finances                                                      | 16 décembre 2020  |
| 227          | Ordonnance tirant les conséquences du retrait du Royaume-Uni de l'Union européenne en matière d'assurances, de placements collectifs et de plans d'épargne en actions |       | Ministère de l'Économie et des Finances                                                      | 16 décembre 2020  |
| 228          | Ordonnance portant diverses mesures relatives aux sociétés établies en France dont tout ou partie du capital social ou des droits de vote est détenu par des personnes établies au Royaume-Uni |       | Ministère de l'Économie et des Finances                                                      | 16 décembre 2020  |
| 229          | Ordonnance portant mesures d'urgence en matière de congés payés et de jours de repos, de renouvellement de certains contrats et de prêt de main-d'œuvre |       | Ministère du Travail                                                                         | 16 décembre 2020  |
| 230          | Ordonnance relative aux aides exceptionnelles à destination des auteurs et titulaires de droits voisins touchés par les conséquences économiques, financières et sociales de la propagation du virus covid-19 et aux conditions financières de résolution de certains contrats dans les secteurs de la culture et du sport |       | Ministère de l'Éducation nationale                                                           | 16 décembre 2020  |
| 231          | Ordonnance relative au régulateur des redevances aéroportuaires |       | Ministre de la Transition écologique et solidaire                                            | 16 décembre 2020  |
| 232          | Ordonnance portant diverses dispositions d'adaptation de la législation au droit de l'Union européenne en matière financière |       | Ministère de l'Économie et des Finances                                                      | 21 décembre 2020  |
| 233          | Ordonnance relative au régime de résolution dans le secteur bancaire |       | Ministère de l'Économie et des Finances                                                      | 21 décembre 2020  |
| 234          | Ordonnance portant mesures d'urgence en matière d'activité partielle |       | Ministère du Travail                                                                         | 21 décembre 2020  |
| 235          | Ordonnance portant transposition de la directive (UE) 2018/1808 du Parlement européen et du Conseil du 14 novembre 2018 modifiant la directive 2010/13/UE visant à la coordination de certaines dispositions législatives, réglementaires et administratives des États membres relatives à la fourniture de services de médias audiovisuels, compte tenu de l'évolution des réalités du marché, et modifiant la loi du 30 septembre 1986 relative à la liberté de communication, le code du cinéma et de l'image animée, ainsi que les délais relatifs à l'exploitation des œuvres cinématographiques |       | Ministère de la Culture                                                                      | 21 décembre 2020  |
| 236          | Ordonnance relative à l'organisation des examens et concours pendant la crise sanitaire née de l'épidémie de Covid-19 |       | Ministre chargé de l'Enseignement supérieur                                                  | 24 décembre 2020  |
| 237          | Ordonnance portant partie législative du code de l'entrée et du séjour des étrangers et du droit d'asile |       | Ministère de l'Intérieur et Ministère des Outre-mer                                          | 16 décembre 2020  |

### 2021
| Numérotation | Titre | Sujet | Ministère                                                                | Date de signature |
| ------------ | --- | --- | ------------------------------------------------------------------------ | ----------------- |
| 238          | Ordonnance portant réforme de la formation des élus locaux | Garantit une formation aux élus. Pérennise le droit individuel à la formation. Création d'un espace destiné aux élus sur une plateforme numérique. Clarification des dépenses des élus dans les formations. Renforcement du Conseil national de la formation des élus locaux. | Ministère de la Cohésion des territoires                                 | 20 janvier 2021   |
| 239          | Ordonnance relative aux classifications et rémunérations au sein de la branche ferroviaire | Un décret pourra déterminer les règles en matière de classifications et de rémunérations applicables à l'ensemble des entreprises de la branche ferroviaire. | Ministère de la Transition écologique                                    | 20 janvier 2021   |
| 240          | Ordonnance portant réforme de la formation des élus des communes de la Nouvelle-Calédonie | Facilitation de l'accès aux élus de Nouvelle-Calédonie aux formations. | Ministère de la Cohésion des territoires                                 | 27 janvier 2021   |
| 241          | Ordonnance les dispositions du code des transports relatives aux services privés de recrutement et de placement des gens de mer | Clarification des activités que peuvent exercer les services privés de recrutement et de placement des gens de mer. | Ministère de la Mer                                                      | 27 janvier 2021   |
| 242          | Ordonnance portant rétablissement et adaptation de diverses dispositions visant à préserver les effectifs et les compétences du personnel militaire pour faire face à l'épidémie de covid-19 | Mesures de ressources humaines. Permet notamment aux militaires de carrière et contractuels atteints par la limite d’âge à être maintenus au service pour une durée maximale d’un an du fait de la crise sanitaire.                                                           | Ministère des Armées                                                     | 3 février 2021    |
| 243          | Ordonnance portant rétablissement des dispositions permettant la prorogation des contrats des adjoints de sécurité pour faire face à l'épidémie de covid-19 | Prorogation des contrats des adjoints de sécurité pour faire face à l'épidémie de Covid. | Ministère de l'Intérieur                                                 | 10 février 2021   |
| 244          | Ordonnance portant diverses mesures d'urgence dans les domaines du travail et de l'emploi | Ciblage d'aides pour les entreprises des secteurs les plus en danger | Ministère du Travail                                                     | 10 février 2021   |
| 245          | Ordonnance portant adaptation des mesures d'urgence en matière d'activité partielle | Majoration du taux d'allocation d'activité partielle pour les entreprises des secteurs les plus affectés par la crise | Ministère du Travail                                                     | 10 février 2021   |
| 247          | Ordonnance modifiant l'ordonnance n° 2020-1599 relative aux aides exceptionnelles à destination des auteurs et titulaires de droits voisins touchés par les conséquences économiques, financières et sociales de la propagation du virus covid-19 et aux conditions financières de résolution de certains contrats dans les secteurs de la culture et du sport            | Modification de la période durant laquelle les entrepreneurs de spectacles vivants et organisations peuvent proposer à leurs clients et abonnés des avoirs en lieu du remboursement des billets                                                                               | Ministère de l'Éducation nationale                                       | 10 février 2021   |
| 248          | Ordonnance prorogeant l'application des dispositions relatives à l'organisation des examens et concours d'accès à la fonction publique pendant la crise sanitaire née de l'épidémie de covid-19 | Aménagement des règles relatives aux concours de la fonction publique durant la crise sanitaire | Ministre chargé de la Fonction publique                                  | 10 février 2021   |
| 249          | Ordonnance relative au prolongement de la trêve hivernale | Prolongement de la trêve hivernale | Ministre de la Transition écologique et solidaire                        | 10 février 2021   |
| 250          | Ordonnance portant prorogation de certaines dispositions de l'ordonnance n° 2020-304 du 25 mars 2020 portant adaptation des règles applicables aux juridictions de l'ordre judiciaire statuant en matière non pénale et aux contrats de syndic de copropriété | Adaptation des règles relatives à la tenue des réunions de copropriété durant la crise sanitaire | Ministre de la Transition écologique et solidaire                        | 10 février 2021   |
| 251          | Ordonnance relative à l'hydrogène | Création d'un cadre de soutien à l'hydrogène renouvelable et bas-carbone. | Ministre de la Transition écologique et solidaire                        | 17 février 2021   |
| 252          | Ordonnance relative à la négociation et aux accords collectifs dans la fonction publique | Formalisation de règles de négociation au sein de la fonction publique. | Ministre chargé de la Fonction publique                                  | 17 février 2021   |
| 253          | Ordonnance relative à la protection sociale complémentaire dans la fonction publique | Création d'une obligation pour l'employeur public de financer au moins 50% de la complémentaire santé des fonctionnaires. | Ministre chargé de la Fonction publique                                  | 17 février 2021   |
| 254          | Ordonnance relative aux installations à câbles prise en application de l'article 128 de la loi d'orientation des mobilités | Adaptation du règlement européen 2016/424. Simplification des règles relatives aux remontées mécaniques. | Ministre de la Transition écologique et solidaire                        | 24 février 2021   |
| 255          | Ordonnance portant transposition du volet durabilité des bioénergies de la directive du Parlement européen et du Conseil relative à la promotion de l'utilisation de l'énergie produite à partir de sources renouvelables | Transposition d'une directive européenne. | Ministre de la Transition écologique et solidaire                        | 3 mars 2021       |
| 256          | Ordonnance portant transposition de diverses dispositions de la directive du Parlement européen et du Conseil relative à la promotion de l'utilisation de l'énergie produite à partir de sources renouvelables et de la directive du Parlement européen et du Conseil du 5 juin 2019 concernant des règles communes pour le marché intérieur de l'électricité             | Transposition d'une directive européenne. | Ministre de la Transition écologique et solidaire                        | 3 mars 2021       |
| 257          | Ordonnance portant transposition de la directive du Parlement européen et du Conseil concernant des règles communes pour le marché intérieur de l'électricité et modifiant la directive 2012/27/UE, et mesures d'adaptation au règlement du Parlement européen et du Conseil sur le marché intérieur de l'électricité                                                     | Transposition d'une directive européenne. | Ministre de la Transition écologique et solidaire                        | 3 mars 2021       |
| 258          | Ordonnance favorisant l'égalité des chances pour l'accès à certaines écoles de service public | Mesures relatives au recrutement dans les écoles de la fonction publique. | Ministre chargé de la Fonction publique                                  | 3 mars 2021       |
| 259          | Ordonnance portant application de la convention conclue à Nairobi sur l'enlèvement des épaves | Application d'une convention internationale | Ministère de la Mer                                                      | 10 mars 2021      |
| 260          | Ordonnance relative aux sanctions des infractions aux interdictions de rejets polluants des navires prévues par le Recueil sur la navigation polaire et aux sanctions de la méconnaissance des obligations de surveillance, de déclaration et de vérification des émissions de dioxyde de carbone du secteur du transport maritime prévues par le règlement (UE) 2015/757 | Application d'un règlement européen traduisant dans le droit européen une convention de l'Organisation maritime internationale | Ministère de la Mer                                                      | 10 mars 2021      |
| 261          | Ordonnance relative aux groupements hospitaliers de territoire et à la médicalisation des décisions à l'hôpital | Adaptation de la gouvernance hospitalière durant la crise liée au coronavirus. | Ministère des Affaires sociales et de la Santé                           | 17 mars 2021      |
| 262          | Ordonnance visant à favoriser l'attractivité des carrières médicales hospitalières | Adaptation des recrutements hospitaliers. | Ministère des Affaires sociales et de la Santé                           | 17 mars 2021      |
| 263          | Ordonnance portant extension et adaptation de diverses dispositions relatives aux gens de mer exerçant à bord de navires immatriculés dans les îles Wallis et Futuna et dans les Terres australes et antarctiques françaises | Adaptation du droit à Wallis et Futuna. | Ministère de la Mer                                                      | 31 mars 2021      |
| 264          | Ordonnance relative à la sûreté portuaire | Renforcement de la sûreté portuaire française, intégration des retours d’expérience de rapports d'inspection | Ministre de la Transition écologique et solidaire et Ministère de la Mer | 31 mars 2021      |
| 265          | Ordonnance complétant les missions et les capacités d'intervention de Voies navigables de France (VNF) | |                                                                          | 8 avril 2021      |
| 266          | Ordonnance relative à l'autorité organisatrice des mobilités des territoires lyonnais | |                                                                          | 8 avril 2021      |
| 267          | Ordonnance relative au transport fluvial et à la navigation intérieure | |                                                                          | 8 avril 2021      |
| 268          | Ordonnance relative à l'accès aux données des véhicules | |                                                                          | 14 avril 2021     |
| 269          | Ordonnance relative au régime de responsabilité pénale applicable en cas de circulation d'un véhicule à délégation de conduite et à ses conditions d'utilisation | |                                                                          | 14 avril 2021     |
| 270          | Ordonnance relative à la protection du domaine public ferroviaire | |                                                                          | 14 avril 2021     |
| 271          | Ordonnance relative aux modalités de représentation des travailleurs indépendants recourant pour leur activité aux plateformes et aux conditions d'exercice de cette représentation | |                                                                          | 21 avril 2021     |
| 272          | Ordonnance relative à la reproduction, à l'amélioration et à la préservation du patrimoine génétique des animaux d'élevage | |                                                                          | 21 avril 2021     |
| 273          | Ordonnance relative à l'exercice des activités des plateformes d'intermédiation numérique dans divers secteurs du transport public routier | |                                                                          | 21 avril 2021     |
| 274          | Ordonnance relative aux mesures relevant du domaine de la loi nécessaires pour assurer la conformité du droit interne aux principes du code mondial antidopage et renforcer l'efficacité de la lutte contre le dopage | |                                                                          | 21 avril 2021     |
| 275          | Ordonnance portant actualisation et adaptation des dispositions du code de l'éducation relatives à l'outre-mer | |                                                                          | 5 mai 2021        |
| 276          | Ordonnance n° 2021-580 du 12 mai 2021 sur le droit d'auteur et les droits voisins dans le marché unique numérique | |                                                                          | 12 mai 2021       |
| 277          | Ordonnance n° 2021-581 du 12 mai 2021 relative à l'identification électronique des utilisateurs de services numériques en santé et des bénéficiaires de l'assurance maladie | |                                                                          | 12 mai 2021       |
| 278          | Ordonnance n° 2021-582 du 12 mai 2021 relative à la labellisation, à la gouvernance et au fonctionnement des hôpitaux de proximité | |                                                                          | 12 mai 2021       |
| 279          | Ordonnance n° 2021-583 du 12 mai 2021 portant modification du régime des autorisations d'activités de soins et des équipements matériels lourds | |                                                                          | 12 mai 2021       |
| 280          | Ordonnance n° 2021-584 du 12 mai 2021 relative aux communautés professionnelles territoriales de santé et aux maisons de santé | |                                                                          | 12 mai 2021       |
| 281          | Ordonnance n° 2021-611 du 19 mai 2021 relative aux services aux familles | |                                                                          | 19 mai 2021       |
| 282          | Ordonnance n° 2021-614 du 19 mai 2021 relative à la fusion du port autonome de Paris et des grands ports maritimes du Havre et de Rouen en un établissement public unique | |                                                                          | 19 mai 2021       |
| 283          | Ordonnance n° 2021-615 du 19 mai 2021 soumettant à l'avis du représentant de l'Etat les projets de modification substantielle des caractéristiques techniques des autoroutes relevant de la Collectivité européenne d'Alsace | |                                                                          | 19 mai 2021       |
| 284          | Ordonnance n° 2021-616 du 19 mai 2021 relative aux conditions dans lesquelles l'Eurométropole de Strasbourg assure l'engagement pris par l'Etat dans le cadre de la convention financière annexée à la convention passée entre l'Etat et la société ARCOS relative à l'autoroute A 355                                                                                    | |                                                                          | 19 mai 2021       |
| 285          | Ordonnance n° 2021-649 du 26 mai 2021 visant à doter les autorités de concurrence des États membres de l'UE des moyens de mettre en œuvre plus efficacement les règles de concurrence et à garantir le bon fonctionnement du marché intérieur | |                                                                          | 26 mai 2021       |
| 286          | Ordonnance n° 2021-650 du 26 mai 2021 établissant le code des communications électroniques européen et relative aux mesures d'adaptation des pouvoirs de l'Autorité de régulation des communications électroniques, des postes et de la distribution de la presse | |                                                                          | 26 mai 2021       |
| 287          | Ordonnance n° 2021-658 du 26 mai 2021 renforçant la formation de certains agents publics afin de favoriser leur évolution professionnelle | |                                                                          | 26 mai 2021       |
| 288          | Ordonnance n° 2021-659 du 26 mai 2021 relative aux modalités d'instauration d'une taxe sur le transport routier de marchandises recourant à certaines voies du domaine public routier de la Collectivité européenne d'Alsace | |                                                                          | 26 mai 2021       |
| 289          | Ordonnance n° 2021-702 du 2 juin 2021 portant réforme de l'encadrement supérieur de la fonction publique de l'Etat | |                                                                          | 2 juin 2021       |
| 290          | Ordonnance n° 2021-738 du 9 juin 2021 modifiant la directive 2014/65/UE concernant les marchés d'instruments financiers | |                                                                          | 9 juin 2021       |
| 291          | Ordonnance n° 2021-796 du 23 juin 2021 concernant la surveillance prudentielle des entreprises d'investissement | |                                                                          | 23 juin 2021      |
| 292          | Ordonnance n° 2021-797 du 23 juin 2021 relative au recouvrement, à l'affectation et au contrôle des contributions des employeurs au titre du financement de la formation professionnelle et de l'apprentissage | |                                                                          | 23 juin 2021      |
| 293          | Ordonnance n° 2021-798 du 23 juin 2021 établissant des règles sur l'exercice du droit d'auteur et des droits voisins applicables à certaines transmissions en ligne d'organismes de radiodiffusion et retransmissions de programmes de télévision et de radio, et modifiant la directive 93/83/CEE du Conseil                                                             | |                                                                          | 23 juin 2021      |
| 294          | Ordonnance n° 2021-858 du 30 juin 2021 concernant l'émission d'obligations garanties et la surveillance publique des obligations garanties | |                                                                          | 30 juin 2021      |
| 295          | Ordonnance n° 2021-859 du 30 juin 2021 relative aux pratiques commerciales déloyales dans les relations interentreprises au sein de la chaîne d'approvisionnement agricole et alimentaire | |                                                                          | 30 juin 2021      |
| 296          | Ordonnance n° 2021-860 du 30 juin 2021 portant changement d'appellation de l'armée de l'air | |                                                                          | 30 juin 2021      |
| 297          | Ordonnance n° 2021-957 du 19 juillet 2021 modifiant le chapitre VII « Produits et équipements à risques » du titre V du livre V du code de l'environnement | |                                                                          | 19 juillet 2021   |
| 298          | Ordonnance n° 2021-958 du 19 juillet 2021 fixant les règles facilitant l'utilisation d'informations financières et d'une autre nature aux fins de la prévention ou de la détection de certaines infractions pénales, ou des enquêtes ou des poursuites en la matière | |                                                                          | 19 juillet 2021   |
| 299          | Ordonnance n° 2021-961 du 19 juillet 2021 relative à la certification périodique de certains professionnels de santé | |                                                                          | 19 juillet 2021   |
| 300          | Ordonnance n° 2021-1009 du 31 juillet 2021 relative à la distribution transfrontalière des organismes de placement collectif | |                                                                          | 31 juillet 2021   |
| 301          | Ordonnance n° 2021-1013 du 31 juillet 2021 modifiant l'ordonnance n° 2020-324 du 25 mars 2020 portant mesures d'urgence en matière de revenus de remplacement mentionnés à l'article L. 5421-2 du code du travail | |                                                                          | 31 juillet 2021   |
| 302          | Ordonnance n° 2021-1159 du 8 septembre 2021 relative aux conditions de recrutement et d'emploi des personnes chargées d'encadrer les volontaires du service national universel | |                                                                          | 8 septembre 2021  |
| 303          | Ordonnance n° 2021-1165 du 8 septembre 2021 relative aux installations de réception portuaires pour le dépôt des déchets des navires, modifiant la directive 2010/65/UE et abrogeant la directive 2000/59/CE | |                                                                          | 8 septembre 2021  |
| 304          | Ordonnance n° 2021-1189 du 15 septembre 2021 portant création du Registre national des entreprises | |                                                                          | 15 septembre 2021 |
| 305          | Ordonnance n° 2021-1190 du 15 septembre 2021 relative à la généralisation de la facturation électronique dans les transactions entre assujettis à la taxe sur la valeur ajoutée et à la transmission des données de transaction | |                                                                          | 15 septembre 2021 |
| 306          | Ordonnance n° 2021-1192 du 15 septembre 2021 portant réforme du droit des sûretés | |                                                                          | 15 septembre 2021 |
| 307          | Ordonnance n° 2021-1193 du 15 septembre 2021 portant modification du livre VI du code de commerce | |                                                                          | 15 septembre 2021 |
| 308          | Ordonnance n° 2021-1200 du 15 septembre 2021 relative aux titres Ier et II de la partie législative du livre VII du code monétaire et financier | |                                                                          | 15 septembre 2021 |
| 309          | Ordonnance n° 2021-1214 du 22 septembre 2021 portant adaptation de mesures d'urgence en matière d'activité partielle | |                                                                          | 22 septembre 2021 |
| 310          | Ordonnance n° 2021-1247 du 29 septembre 2021 relative à la garantie légale de conformité pour les biens, les contenus numériques et les services numériques | |                                                                          | 29 septembre 2021 |
| 311          | Ordonnance n° 2021-1310 du 7 octobre 2021 portant réforme des règles de publicité, d'entrée en vigueur et de conservation des actes pris par les collectivités territoriales et leurs groupements | |                                                                          | 7 octobre 2021    |
| 312          | Ordonnance n° 2021-1325 du 13 octobre 2021 réformant l'évaluation des biotechnologies et simplifiant la procédure applicable aux utilisations confinées d'organismes génétiquement modifiés présentant un risque nul ou négligeable | |                                                                          | 13 octobre 2021   |
| 313          | Ordonnance n° 2021-1330 du 13 octobre 2021 relative aux conditions de navigation des navires autonomes et des drones maritimes | |                                                                          | 13 octobre 2021   |
| 314          | Ordonnance n° 2021-1370 du 20 octobre 2021 relative aux mesures de surveillance, de prévention et de lutte contre les maladies animales transmissibles | |                                                                          | 20 octobre 2021   |
| 315          | Ordonnance n° 2021-1391 du 27 octobre 2021 modifiant l'ordonnance n° 96-1122 du 20 décembre 1996 relative à l'amélioration de la santé publique, à l'assurance maladie, maternité, invalidité et décès, au financement de la sécurité sociale à Mayotte et à la caisse de sécurité sociale de Mayotte                                                                     | |                                                                          | 27 octobre 2021   |
| 316          | Ordonnance n° 2021-1470 du 10 novembre 2021 relative à la mise en cohérence des codes et lois avec l'article 23 de la loi n° 2019-774 du 24 juillet 2019 relative à l'organisation et à la transformation du système de santé | |                                                                          | 10 novembre 2021  |
| 317          | Ordonnance n° 2021-1490 du 17 novembre 2021 portant transposition de la directive (UE) 2019/1161 du Parlement européen et du Conseil du 20 juin 2019 modifiant la directive 2009/33/CE relative à la promotion de véhicules de transport routier propres et économes en énergie                                                                                           | |                                                                          | 17 novembre 2021  |
| 318          | Ordonnance n° 2021-1518 du 24 novembre 2021 sur le droit d'auteur et les droits voisins dans le marché unique numérique et modifiant les directives 96/9/CE et 2001/29/CE | |                                                                          | 24 novembre 2021  |
| 319          | Ordonnance n° 2021-1553 du 1er décembre 2021 relative à l'extension, à l'amélioration et à l'adaptation de certaines prestations de sécurité sociale à Mayotte | |                                                                          | 1er décembre 2021 |
| 320          | Ordonnance n° 2021-1554 du 1er décembre 2021 relative à la mise en œuvre de la création de la cinquième branche du régime général de la sécurité sociale relative à l'autonomie | |                                                                          | 1er décembre 2021 |
| 321          | Ordonnance n° 2021-1574 du 24 novembre 2021 portant partie législative du code général de la fonction publique | |                                                                          | 24 novembre 2021  |
| 322          | Ordonnance n° 2021-1605 du 8 décembre 2021 étendant et adaptant à la fonction publique des communes de Polynésie française certaines dispositions statutaires relatives à la fonction publique territoriale | |                                                                          | 8 décembre 2021   |
| 323          | Ordonnance n° 2021-1652 du 15 décembre 2021 portant diverses dispositions d'adaptation au droit de l'Union européenne dans le domaine des obligations d'information, de la gouvernance des produits financiers et des limites de position des investisseurs destinées à faciliter le financement des entreprises                                                          | |                                                                          | 15 décembre 2021  |
| 324          | Ordonnance n° 2021-1658 du 15 décembre 2021 relative à la dévolution des droits de propriété intellectuelle sur les actifs obtenus par des auteurs de logiciels ou inventeurs non-salariés ni agents publics accueillis par une personne morale réalisant de la recherche                                                                                                 | |                                                                          | 15 décembre 2021  |
| 325          | Ordonnance n° 2021-1659 du 15 décembre 2021 relative aux variétés rendues tolérantes aux herbicides | |                                                                          | 15 décembre 2021  |

### 2022
| Numérotation | Titre | Sujet | Ministère | Date de signature |
| ------------ | --- | --- | --- | ----------------- |
| 326          | Ordonnance n° 2022-43 du 20 janvier 2022 relative à l'organisation du réseau des chambres d'agriculture à l'échelle régionale | Nouveau schéma d'organisation pour le réseau des chambres d'agriculture. Facilitation des fusions. | Ministère de l'Agriculture                                                                                                  | 20 janvier 2022   |
| 327          | Ordonnance n° 2022-68 du 26 janvier 2022 relative à la gestion du Fonds européen agricole pour le développement rural au titre de la programmation débutant en 2023 | Permet à l’État et aux régions de maîtriser l’ensemble du processus de gestion de leurs aides respectives. Doit générer un gain d'efficience, rendant la gestion du FEDER plus efficace. | Premier ministre | 26 janvier 2022   |
| 328          | Ordonnance n° 2022-230 du 15 février 2022 relative aux titres III à VIII de la partie législative du livre VII du code monétaire et financier | Achève la refonte du livre VII du code monétaire et financier, comportant les dispositions relatives à l’outre-mer. Renforce la surveillance prudentielle des entreprises d'investissement. | Ministère de l'Économie et des Finances                                                                                     | 15 février 2022   |
| 329          | Ordonnance n° 2022-232 du 23 février 2022 relative à la protection des intérêts de la défense nationale dans la conduite des opérations spatiales et l'exploitation des données d'origine spatiale | Dispense d'autorisation préalable des opérations conduites par l'Etat dans l'intérêt de la défense nationale. Permet un recours accru aux services de satellites non-étatiques pour les besoins de la défense nationale (possibilité de conclusion de conventions prévoyant le transfert temporaire de la maîtrise d'un satellite). Exercice du droit de réquisition sur satellites. | Ministère des Armées | 23 février 2022   |
| 330          | Ordonnance n° 2022-306 du 2 mars 2022 relative à la Société de la Ligne Nouvelle Provence Côte d'Azur | Conformément à la loi d'orientation des mobilités de 2019, création d'établissement public local doté de recettes spécifiques pour le financement de grands projets d'infrastructure de transport terrestre. La Ligne Nouvelle Provence Côte d'Azur vise à désaturer les nœuds ferroviaires de Marseille et Toulon, et améliorer les liaisons dans la région. | Ministre de la Transition écologique et solidaire                                                                           | 2 mars 2022       |
| 331          | Ordonnance n° 2022-307 du 2 mars 2022 relative à la Société du Grand Projet du Sud-Ouest | Conformément à la loi d'orientation des mobilités de 2019, création d'établissement public local doté de recettes spécifiques pour le financement de grands projets d'infrastructure de transport terrestre. Le Grand Projet du Sud-Ouest a pour objectif d'augmenter la capacité et la desserte à grande vitesse depuis Bordeaux vers Toulouse et vers l’Espagne. Met Toulouse à une heure de Bordeaux contre deux, et à trois heures de Paris. | Ministre de la Transition écologique et solidaire                                                                           | 2 mars 2022       |
| 332          | Ordonnance n° 2022-308 du 2 mars 2022 relative à la Société de la Ligne Nouvelle Montpellier-Perpignan | Conformément à la loi d'orientation des mobilités de 2019, création d'établissement public local doté de recettes spécifiques pour le financement de grands projets d'infrastructure de transport terrestre. Vise à remédier aux problèmes de congestion sur l'axe ferroviaire unique du littoral occitan. | Ministre de la Transition écologique et solidaire                                                                           | 2 mars 2022       |
| 333          | Ordonnance n° 2022-408 du 23 mars 2022 relative au régime de responsabilité financière des gestionnaires publics | | Ministère de l'Économie et des Finances                                                                                     | 23 mars 2022      |
| 334          | Ordonnance n° 2022-414 du 23 mars 2022 portant adaptation des dispositions du code de la santé publique et du code rural et de la pêche maritime au droit de l'Union européenne dans le domaine des médicaments vétérinaires et aliments médicamenteux                                                                                                  | | Ministère de l'Agriculture                                                                                                  | 23 mars 2022      |
| 335          | Ordonnance n° 2022-448 du 30 mars 2022 relative aux modalités d'organisation, de fonctionnement et d'exercice des missions du Conseil national des activités privées de sécurité | | Ministère de l'Intérieur | 30 avril 2022     |
| 336          | Ordonnance n° 2022-455 du 30 mars 2022 relative à la surveillance du marché et au contrôle des produits mentionnés au premier paragraphe de l'article 2 du règlement délégué (UE) 2019/945 de la Commission relatif aux systèmes d'aéronefs sans équipage à bord et aux exploitants, issus de pays tiers, de systèmes d'aéronefs sans équipage à bord   | | Ministre de la Transition écologique et solidaire                                                                           | 30 avril 2022     |
| 337          | Ordonnance n° 2022-456 du 30 mars 2022 relative à la création d'un régime de déclaration dans le domaine de la sécurité aérienne et à l'adaptation du droit national à l'entrée en vigueur du règlement (UE) 2018/1139 du 4 juillet 2018 | | Ministre de la Transition écologique et solidaire                                                                           | 30 avril 2022     |
| 338          | Ordonnance n° 2022-478 du 30 mars 2022 portant partie législative du code pénitentiaire | | Ministère de la Justice | 30 avril 2022     |
| 339          | Ordonnance n° 2022-489 du 6 avril 2022 relative à l'aménagement durable des territoires littoraux exposés au recul du trait de côte | | Ministre de la Transition écologique et solidaire                                                                           | 6 avril 2022      |
| 340          | Ordonnance n° 2022-492 du 6 avril 2022 renforçant l'autonomie des travailleurs indépendants des plateformes de mobilité, portant organisation du dialogue social de secteur et complétant les missions de l'Autorité des relations sociales des plateformes d'emploi                                                                                    | | Ministre de la Transition écologique et solidaire                                                                           | 6 avril 2022      |
| 341          | Ordonnance n° 2022-533 du 13 avril 2022 définissant la nature, les conditions et les modalités d'octroi par le Gouvernement de privilèges, immunités et facilités à des organisations internationales, des agences décentralisées de l'Union européenne et à certaines associations ou fondations                                                       | | Ministère de l'Europe et des Affaires étrangères                                                                            | 13 avril 2022     |
| 342          | Ordonnance n° 2022-534 du 13 avril 2022 relative à l'autorisation environnementale des travaux miniers | | Ministre de la Transition écologique et solidaire                                                                           | 13 avril 2022     |
| 343          | Ordonnance n° 2022-535 du 13 avril 2022 relative au dispositif d'indemnisation et de réparation des dommages miniers | | Ministre de la Transition écologique et solidaire                                                                           | 13 avril 2022     |
| 344          | Ordonnance n° 2022-536 du 13 avril 2022 modifiant le modèle minier et les régimes légaux relevant du code minier | | Ministre de la Transition écologique et solidaire                                                                           | 13 avril 2022     |
| 345          | Ordonnance n° 2022-537 du 13 avril 2022 relative à l'adaptation outre-mer du code minier | | Ministre de la Transition écologique et solidaire et Ministère de l'Économie et des Finances                                | 13 avril 2022     |
| 346          | Ordonnance n° 2022-543 du 13 avril 2022 portant adaptation des dispositions relatives à l'activité réduite pour le maintien en emploi | | Ministère du Travail | 13 avril 2022     |
| 347          | Ordonnance n° 2022-544 du 13 avril 2022 relative à la déontologie et à la discipline des officiers ministériels | | Ministère de la Justice | 13 avril 2022     |
| 348          | Ordonnance n° 2022-582 du 20 avril 2022 portant adaptation du droit français au règlement (UE) 2017/745 du Parlement européen et du Conseil du 5 avril 2017 relatif aux dispositifs médicaux | | Ministère de la Santé | 20 avril 2022     |
| 349          | Ordonnance n° 2022-583 du 20 avril 2022 relative aux missions et compétences de l'établissement « Chambres d'agriculture France » | | Ministère de l'Agriculture                                                                                                  | 20 avril 2022     |
| 350          | Ordonnance n° 2022-584 du 20 avril 2022 relative à la chambre de l'agriculture, de la pêche et de l'aquaculture de Mayotte | | Ministère de l'Agriculture                                                                                                  | 20 avril 2022     |
| 351          | Ordonnance n° 2022-830 du 1er juin 2022 relative aux contrôles de l'alcoolémie et de l'usage de stupéfiants dans le domaine de l'aviation civile | | Ministre de la Transition écologique et solidaire                                                                           | 1er juin 2022     |
| 352          | Ordonnance n° 2022-831 du 1er juin 2022 créant un régime de sanctions administratives et pénales permettant de réprimer le comportement de passagers aériens perturbateurs | | Ministre de la Transition écologique et solidaire                                                                           | 1er juin 2022     |
| 353          | Ordonnance n° 2022-839 du 1er juin 2022 relative aux agents de l'Office national des forêts | Applique à l'ONF le droit commun concernant les personnels des EPIC. Rend plus cohérente la gestion des personnels tout en permettant également aux agents de droit privé de constater, sans les rechercher, les infractions en forêt, et participer ainsi aux politiques de prévention de feux de forêt dès l’été 2022. | Ministère de l'Agriculture                                                                                                  | 1er juin 2022     |
| 354          | Ordonnance n° 2022-883 du 14 juin 2022 relative au transfert à la direction générale des finances publiques de la gestion de la taxe d'aménagement et de la part logement de la redevance d'archéologie préventive | Permettra aux redevables de déclarer en une seule fois les changements apportés à leur bien (construction neuve, addition de construction) à la fois pour les besoins des taxes foncières et de calcul des taxes d’urbanisme. | Ministère de l'Économie et des Finances                                                                                     | 14 juin 2022      |
| 355          | Ordonnance n° 2022-887 du 14 juin 2022 portant prise en charge partielle par l’État, dans les zones non interconnectées au réseau métropolitain continental, des coûts associés à la conversion des usages des réseaux de gaz de pétrole liquéfié à l'électricité ou aux énergies renouvelables                                                         | En contrepartie d’engagements clairs des communes concernées, l’État pourra prendre en charge partiellement les investissements nécessaires à la fin d’exploitation des réseaux de distribution de gaz de pétrole liquéfié. | Ministre de la Transition écologique et solidaire                                                                           | 14 juin 2022      |
| 356          | Ordonnance n° 2022-1075 du 29 juillet 2022 portant développement des outils de gestion des risques climatiques en agriculture | Précise la mise en place de la loi du 2 mars 2022. Fixation d'un cadre pour la création d'un groupement de co-réassurance ; mise en place d'un partage de données entre les entreprises et l’État pour assurer la transparence du marché de l'assurance agricole. | Ministère de l'Économie et des Finances et Ministère de l'Agriculture                                                       | 29 juillet 2022   |
| 357          | Ordonnance n° 2022-1076 du 29 juillet 2022 visant à renforcer le contrôle des règles de construction | Renforcement du régime de police administrative sur le contrôle des règles de construction. | Ministre de la Transition écologique et solidaire                                                                           | 29 juillet 2022   |
| 358          | Ordonnance n° 2022-1086 du 29 juillet 2022 portant adaptation du droit français au règlement (UE) 2017/746 du Parlement européen et du Conseil du 5 avril 2017 relatif aux dispositifs médicaux de diagnostic in vitro | Adaptation à la législation européenne de 2017. Renforce la sécurité et prend en compte les évolutions technologiques des dispositifs de diagnostic in vitro. | Ministère des Affaires sociales et de la Santé                                                                              | 29 juillet 2022   |
| 395          | Ordonnance n° 2022-1203 du 31 août 2022 prolongeant l'application des dispositions adaptant les conditions de versement de l'indemnité complémentaire à l'allocation journalière au contexte de l'épidémie de covid-19 | Prolongation du régime dérogatoire, plus favorable aux salariés malades ou cas contact, jusqu’au 31 décembre 2022. | Ministre du travail | 31 août 2022      |
| 396          | Ordonnance n° 2022-1229 du 14 septembre 2022 modifiant l'ordonnance n° 2021-1735 du 22 décembre 2021 modernisant le cadre relatif au financement participatif et l'ordonnance n° 2022-230 du 15 février 2022 relatif aux titres III à VIII de la partie législative du livre VII du code monétaire et financier                                         | Adaptation de l'ordonnance du 22 décembre 2021 pour laisser aux acteurs du financement participatif le temps d'obtenir l'agrément européen auprès de l'Autorité des marchés financiers. | Ministère de l'Économie et des Finances                                                                                     | 14 septembre 2022 |
| 397          | Ordonnance n° 2022-1292 du 5 octobre 2022 prise en application de l'article 18 de la loi n° 2022-219 du 21 février 2022 visant à réformer l'adoption | Restructuration du livre VIII du livre Ier du Code civil relatif à la filiation adoptive et à l'adoption, sans changement des règles de fond. | Ministère de la Justice | 5 octobre 2022    |
| 398          | Ordonnance n° 2022-1293 du 5 octobre 2022 relative au détachement de salariés roulants ou navigants dans le domaine des transports | Rattachement des entreprises employant des salariés roulants ou navigants dans le domaine des transports aux règles de droit commun relative à la déclaration préalable au détachement (Code du travail). | Ministre du travail | 5 octobre 2022    |
| 399          | Ordonnance n° 2022-1336 du 19 octobre 2022 relative aux droits sociaux des personnes détenues | Ouverture de droits (assurances vieillesse, chômage, maternité) des détenus en vertu des cotisations versées. Crée un droit à la formation. Instaure une couverture standard prévue par le droit commun concernant les risques liés aux activités de travail. | Ministère de la Justice | 19 octobre 2022   |
| 400          | Ordonnance n° 2022-1421 du 10 novembre 2022 relative au régime budgétaire et comptable de l'établissement public local Paris La Défense | Définition d'un régime financier et comptable privé. Mise en place de contrôles par l’État, axés sur une trajectoire pluriannuelle. | Ministère de l'Économie et des Finances et ministère de la Cohésion des territoires                                         | 10 novembre 2022  |
| 401          | Ordonnance n° 2022-1423 du 10 novembre 2022 portant diverses dispositions relatives au code minier | Conforte la prise en compte des enjeux environnementaux, renforce les modalités d'information et de participation des collectivités. | Ministère de l'Économie et des Finances, ministère de la Cohésion des territoires et ministère de la Transition Énergétique | 10 novembre 2022  |
| 402          | Ordonnance n° 2022-1457 du 23 novembre 2022 portant dispositions de contrôles et de sanctions dans le cadre de la réforme des outils de gestion des risques climatiques en agriculture | Définition d'un régime de sanctions permettant de contrôler les manquements des entreprises d'assurance à leurs obligations dans la distribution de contrats d'assurance climatiques, ou dans le cadre de la réalisation de leur mission effectuée pour le compte de l’État. | Ministère de l'Économie et des Finances et ministère de l'Agriculture                                                       | 23 novembre 2022  |
| 403          | Ordonnance n° 2022-1521 du 7 décembre 2022 étendant aux collectivités relevant de l'article 74 de la Constitution et à la Nouvelle-Calédonie les dispositions de la loi n° 2022-217 du 21 février 2022 relative à la différenciation, la décentralisation, la déconcentration et portant diverses mesures de simplification de l'action publique locale | Ordonnance étendant aux collectivités relevant de l'article 74 de la Constitution et à la Nouvelle-Calédonie les dispositions de la loi du 21 février dite loi 3DS. Renforce la démocratie locale : le seuil du nombre d'électeurs d'une commune signataires d'une pétition locale pour que la demande soit examinée par le conseil municipal est abaissée. L'ordonnance clarifie les règles de prévention des conflits d'intérêts. Chaque élu communal a la possibilité de consulter un référent déontologue. Formation des élus.                    | Ministère de l'Intérieur | 7 décembre 2022   |
| 404          | Ordonnance n° 2022-1524 du 7 décembre 2022 relative au casier judiciaire national automatisé prise pour l'application du règlement (UE) 2019/816 du Parlement européen et du Conseil du 17 avril 2019 et de la directive (UE) 2019/884 du Parlement européen et du Conseil du 17 avril 2019                                                             | Modification du code de procédure pénale, institution d'un traitement européen centralisé permettant d'identifier si un ressortissant de pays tiers à l'UE ou un apatride a été condamné dans un État membre. Fiabilisation de la recherche d'antécédents par l'usage d'empreintes digitales. | Ministère de la Justice | 7 décembre 2022   |
| 405          | Ordonnance n° 2022-1607 du 22 décembre 2022 relative à l'apprentissage transfrontalier | Précision des modalités de mise en oeuvre et de financement de l'apprentissage transfrontalier pour la Guadeloupe, Martinique, Guyane, La Réunion, Mayotte, Saint-Barthélémy, Saint-Martin et Saint-Pierre-et-Miquelon. Prévoit que la gestion de l'ensemble des contrats d'apprentissage transfrontalier sera confiée à un opérateur de compétences unique désigné par le ministère de la formation professionnelle. | Ministre du travail et ministère de l'Éducation nationale                                                                   | 22 décembre 2022  |
| 406          | Ordonnance n° 2022-1611 du 22 décembre 2022 relative à l'accès et à la qualité des eaux destinées à la consommation humaine | Vise à atteindre les objectifs en termes d'adaptation au changement climatique et de préservation des ressources dans le cadre de France Nation Verte. Transpose la directive européenne 2020/2184. Compensation financière pour les communes et établissements publics de coopération, désormais chargés de prendre les mesures nécessaires pour améliorer ou préserver l'accès à l'eau potable. Obligation pour les personnes responsables de la production ou distribution d'eau de réaliser un plan de gestion de la sécurité sanitaire de l'eau. | Ministère de la Santé | 22 décembre 2022  |

### 2023
| 407 | Ordonnance n° 2023-15 du 18 janvier 2023 portant extension outre-mer de certaines dispositions de la loi n° 2022-52 du 24 janvier 2022 relative à la responsabilité pénale et à la sécurité intérieure | Renforcement de mesures de sécurité routière, réduction du délai permettant de constater l'abandon des véhicules ayant servi à commettre les infractions, régulation du sort des armes détenues par des personnes faisant l'objet d'une ordonnance de protection du juge aux affaires familiales, etc. | Ministère de l'Intérieur et des Outre-mer                                                     | 19 janvier 2023  |
| 408 | Ordonnance n° 2023-53 du 1er février 2023 portant extension et adaptation aux îles Wallis et Futuna, à la Nouvelle-Calédonie et à la Polynésie française des dispositions de la loi n° 2021-1017 du 2 août 2021 relative à la bioéthique et de deux ordonnances prises en application de son article 40 et relatives aux dispositifs médicaux et aux dispositifs médicaux de diagnostic in vitro | Extension à Wallis-et-Futuna, à la Nouvelle-Calédonie et à la Polynésie française des dispositions de la loi du 2 août 2021. | Ministère de la Santé                                                                         | 1er février 2023 |
| 409 | Ordonnance n° 2023-77 du 8 février 2023 relative à l'exercice en société des professions libérales réglementées | Création d'un environnement juridique, fiscal et social plus simple et protecteur des indépendants. Offre des outils de développement aux professionnels indépendants souhaitant se constituer en société. Recueille en un texte unique l'ensemble des textes transversaux applicables aux professions libérales réglementées. Simplifie la transmission et la fin de vie des sociétés civiles professionnelles. Améliore la transparence du fonctionnement des ordres professionnels. | Ministère de l'Économie et des Finances                                                       | 8 février 2023   |
| 410 | Ordonnance n° 2023-78 du 8 février 2023 relative à la prise en charge des conséquences des désordres causés par le phénomène naturel de mouvements de terrain différentiels consécutifs à la sécheresse et à la réhydratation des sols | Augmente le nombre de communes éligibles à la reconnaissance de l'état de catastrophe naturelle. Meilleure prise en compte du caractère lent et progressif du phénomène de sécheresse et réhydratation des sols. | Ministère de l'Économie et des Finances                                                       | 8 février 2023   |
| 411 | Ordonnance n° 2023-80 du 8 février 2023 relative au bail réel solidaire d'activité | Création du Bail réel solidaire d'activité, qui permet aux organismes de foncier solidaire d'exercer une nouvelle mission. | Ministre de la Transition écologique et solidaire et Ministère de la Cohésion des territoires | 8 février 2023   |
| 412 | Ordonnance n° 2023-208 du 28 mars 2023 portant partie législative du code de l'artisanat | Recodification du Code de l'artisanat, à droit constant, afin de remettre en cohérence l'ensemble des dispositions législatives applicables à l'artisanat. | Ministère de l'Économie et des Finances                                                       | 28 mars 2023     |
| 413 | Ordonnance n° 2023-285 du 19 avril 2023 portant extension et adaptation à la Polynésie française, à la Nouvelle-Calédonie et aux îles Wallis et Futuna de diverses dispositions législatives relatives à la santé | Application à ces territoires ultramarins de dispositions récentes du Code de la santé publique, au sujet des recherches sur les humains, le renforcement du droit à l'avortement, l'allongement des délais de recours à l'IVG, la suppression du délai minimum de réflexion, l'extension des compétences des sages-femmes en matière de dépistage et de traitement des IST, etc. | Ministère de l'Intérieur                                                                      | 19 avril 2023    |
| 414 | Ordonnance n° 2023-374 du 16 mai 2023 relative à la formation aux activités privées de sécurité | Création d'un agrément pour les organismes de formation aux activités privées de sécurité. Encadrement des conditions de sous-traitance. | Ministère de l'Intérieur                                                                      | 16 mai 2023      |

## Analyse

### Analyse politique
Le recours aux ordonnances par le président de la République fait l'objet d'une importante couverture médiatique.
Le Parisien suit la publication des ordonnances en soulignant leur utilité dans le cadre de grandes réformes. Le journal Le Monde publie une analyse quantifiée de l'utilisation des ordonnances, montrant que le président est, en juin 2019, le deuxième président à en avoir le plus signé après François Hollande.  Avec les données actualisées en décembre 2021, Macron a fait usage de 325 ordonnances en 4 ans et demi (soit une moyenne de 6 ordonnances par mois) contre 273 ordonnances pour François Hollande en 5 ans, et 17 ordonnances pour Valéry Giscard d'Estaing en 7 ans. 
Le journal Les Échos se montre plus critique en soulevant la question de l'autoritarisme et de la concentration du pouvoir dans la législation par ordonnances du président. La Tribune abonde en demandant si l'utilisation intensive des ordonnances est un bonapartisme.

### Utilisation pendant la crise sanitaire de la Covid-19
Un pic d'utilisation des ordonnances a lieu au premier semestre de l'année 2020 afin de faire face dans l'urgence à la pandémie de Covid-19. 59 ordonnances sont ainsi prises entre le 25 mars et le 13 mai 2020.